# Schwarze Szene

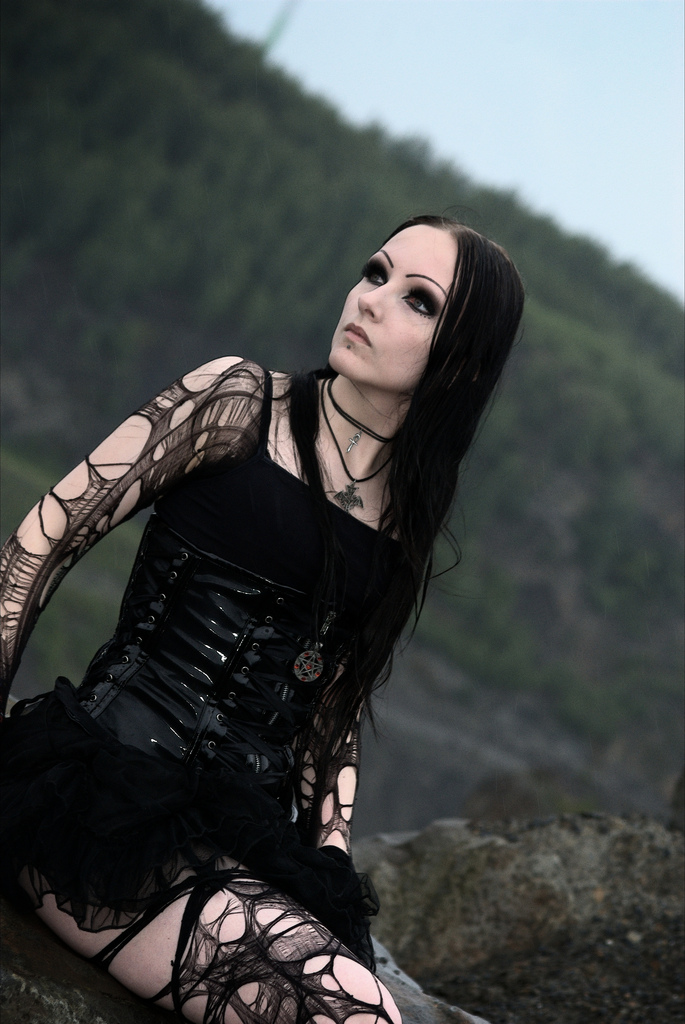
Vor dem Hintergrund diverser interner Modeströmungen ist die Farbe Schwarz Kernelement des selbstdarstellerischen und individualistischen Konzeptes, der Vergemeinschaftungspraktik der Schwarzen Szene

Die Schwarze Szene ist eine in den späten 1980er Jahren aus der Anhängerschaft des Dark Wave und Independent entstandene Szene. Sie entwickelte sich aus einer jugendkulturellen Gemeinschaft über Jahrzehnte hinweg zu einem altersunabhängigen sozialen Netzwerk, dessen große Gemeinsamkeit in einem ästhetischen, selbstdarstellerischen und individualistischen Konzept liegt. Sie gilt als Gemeinschaft, die sich über szeneinterne Symbole, Medien und Treffpunkte definiert, besonders szenespezifische Veranstaltungen und Diskotheken sowie die unterschiedlichen Strömungen der szeneeigenen Mode. Zu den gemeinsamen Interessen der Szene gehören Musik, Kunst und Mode sowie die Auseinandersetzung mit philosophischen, neureligiösen oder von der Gesellschaft als negativ wahrgenommenen Themen- und Tabubereichen. Insbesondere findet vor dem Hintergrund des individualistischen Konzeptes eine Auseinandersetzung mit den Themenkomplexen Tod, Sterblichkeit, Traurigkeit, Trauer und Melancholie, klinische Psychologie und Psychopathologie statt.
Dabei ist die Szene weder musikalisch noch modisch als homogene Gruppe zu verstehen. Sie gliedert sich in unterschiedliche Strömungen, die sich zum Teil in ihren musikalischen und modischen Vorstellungen diametral gegenüberstehen. Die musikalischen Vorlieben der unterschiedlichen Anhänger der Schwarzen Szene sind dabei von einer annähernd unüberschaubaren Stilvielfalt geprägt. Als Sammelbezeichnung für die Gesamtheit der in der Szene rezipierten Musik wird in der sozial- und kulturwissenschaftlichen Literatur der Ausdruck Schwarze Musik genutzt.
Als kleinster gemeinsamer Nenner, und damit als ein zentraler Aspekt der Vergemeinschaftung, wird die Farbe Schwarz mit all ihren denkbaren Symbolwerten benannt. Sie gilt in der Szene unter anderem als Ausdruck von Ernsthaftigkeit, Dunkelheit und Mystik, aber auch als Symbol für Hoffnungslosigkeit, Leere, Melancholie und als Bezug zu Trauer und Tod.

## Inhalt und Abgrenzung

### Begriffsbestimmung
Bei der Schwarzen Szene handelt es sich mittlerweile um ein Milieu, das sich aus Teilen verschiedener Szenen zusammensetzt. Die Szene ohne Namen (so tituliert von Ecki Stieg) findet sich in vergleichbarer Form auch außerhalb der deutschsprachigen Länder wieder. In Spanien heißt sie cultura oscura, in den portugiesischsprachigen Gebieten Amerikas cultura dark und in Luxemburg Schwaarz Zeen. Im englischen Sprachraum scheint sich – neben den sporadisch genutzten Bezeichnungen dark scene und dark culture – keine entsprechende Bezeichnung etabliert zu haben; bisweilen fungiert dort, wie beispielsweise ebenso in Italien, der Begriff Gothic missverständlich als aus der Gothic-Szene fortgeführter Oberbegriff der gesamten Schwarzen Szene.
Der Ursprung der Bezeichnung „Schwarze Szene“ ist umstritten. 1990 taucht diese beispielsweise in dem Bericht Schwarze Szene, Berlin – Eine kritische Selbstdarstellung auf, der bereits im Herbst 1989 fertiggestellt, aber erst 1990 in der Januar-Ausgabe des Zillo-Musikmagazins veröffentlicht wurde. Laut dieses Berichts rekrutierte sich die Berliner Szene zu dieser Zeit aus „Gruftis, Wavern und New Romantics“. Auch die Selbsttitulierung als „Schwarze“ findet dort Erwähnung.
Nur wenig später wurde die Bezeichnung „Schwarze Szene“ in einem Bericht über eines der beiden Konzerte von The Cure in der DDR verwendet; dieser erschien in der 1990er Herbstausgabe des Freiburger Wave-Magazins Glasnost. Ungefähr zwei Jahre später tritt die Bezeichnung unter anderem im Bonner Gothic-Press-Magazin in Erscheinung, dieses Mal im Vorwort zu einem Interview mit Death in June, an dem ein Journalist des Zillo-Magazins intensiv mitarbeitete.
Nachdem in den 1990er Jahren vielerorts die ablehnende Haltung der Subkulturen untereinander schrittweise einer Öffnung wich, avancierte die Bezeichnung in zahlreichen Musikmagazinen zu einem viel genutzten Begriff, um eine bestimmte Zielgruppe von Lesern anzusprechen. Die Independent-Zeitschrift Zillo galt selbst lange Zeit als eines der wichtigsten Medien der Schwarzen Szene und konnte die Bezeichnung dabei vermutlich etablieren. Unklar ist jedoch, ob das Motto „von der Szene für die Szene“, das seit 1997 für die darauf folgenden drei Jahre die Titelseite des Zillo-Magazins schmückte, tatsächlich der Schwarzen Szene galt, oder ob damit die Independent- und Alternative-Kultur in ihrer Gesamtheit gemeint war.
In einer der ersten deutschsprachigen sozialwissenschaftlichen Auseinandersetzungen mit der Szene, Das Charisma des Grabes, befürwortete Roman Rutkowski 2004 die Nutzung des Begriffes, da mit diesem, gegenüber anderen teilweise genutzten Bezeichnungen, ein Oberbegriff für alle Subszenen und Strömungen der Schwarzen Szene benannt wird. Nach Rutkowski wird dieser Begriff durch eine Vielzahl der Szeneanhänger bevorzugt. Nym führte 2010 aus, dass sich besonders in der Soziologie und der Jugendkulturforschung der Begriff bereits etabliert habe. Ebenso hat sich der Begriff seit den 90ern in Szenemedien und der Presse verbreitet, stellenweise wird jedoch der missverständliche Titel Gothic, der eine Subströmung der Szene betitelt, genutzt.
Gelegentlich wird der Begriff ebenso für die Black-Metal-Szene verwandt, die jedoch andere subkulturelle Ursprünge und musikalische Vorlieben hat.

### Begriffsabgrenzung
Bereits 2004 wurde die Bezeichnung „Gothic“ vor allem von Außenstehenden mehrfach bedeutungsgleich zu „Schwarze Szene“ verwendet. Die Gothic-Subkultur ist jedoch mit der Post-Punk- und Wave-Bewegung verknüpft und stellt somit nur einen Bruchteil des gesamten Spektrums der Schwarzen Szene dar. Vor diesem Hintergrund ist die Nutzung als Synonym umstritten und wird innerhalb der Schwarzen Szene kontrovers diskutiert. Eine klare Abgrenzung wird mitunter durch den häufigen Gebrauch des Begriffes „Gothic“ in der Musikpresse und internationale Unterschiede in der Begriffsnutzung erschwert.

### Sozialstruktur

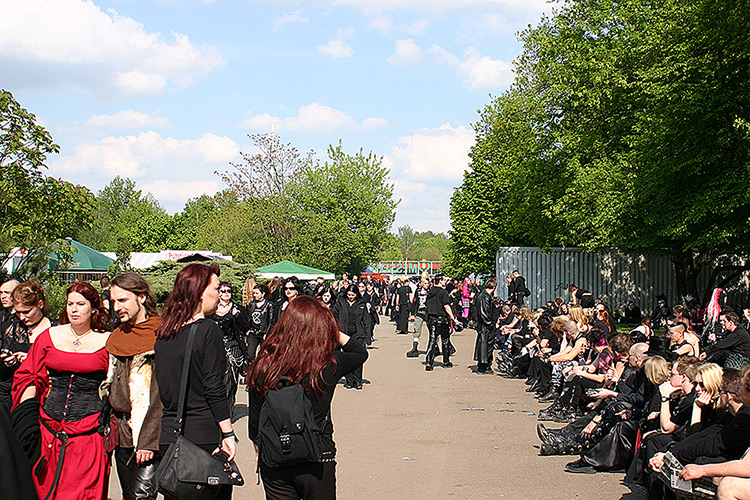
Szenegänger beim WGT, einer der international größten Szeneveranstaltungen

Im internationalen Vergleich wird die deutsche Szene häufig als bedeutendste Ausprägung der Subkultur angesehen. Aufgrund ihrer international anerkannten Events und des hohen Anteils in Deutschland produzierter Musik wird die deutsche Subkultur als herausragend und besonders wahrgenommen, bisweilen als ‚Urland‘ bezeichnet.
Kontakt und Austausch erfolgen zumeist über Konzert- und Diskothekenveranstaltungen sowie über Internetforen oder Chats, wodurch es zu kulturellen Überlagerungen kommen kann („Patchwork-Kulturen“), obgleich die Eigenständigkeit der subkulturellen Ausgangsformen erhalten bleibt.
Die größten Gesellungsräume der Kultur im deutschsprachigen Raum sind das Wave-Gotik-Treffen in Leipzig mit etwa 20.500 Besuchern und das M’era Luna Festival in Hildesheim mit etwa 25.000 Besuchern sowie das Amphi Festival in Köln mit 16.000 Besuchern. Als wichtige Medien gelten die Zeitschriften Orkus, Sonic Seducer und Gothic mit Auflagen von 40.000 bis 60.000 monatlich gedruckten Exemplaren. Hinzukommend sind lokale und regionale Veranstaltungskalender üblich. Das Internet hat insbesondere für die Selbstorganisation der Szene eine hohe Bedeutung. Anfang bis Mitte der 2000er Jahre präsentierte das TV-Musikprogramm Onyx.tv in Kooperation mit der Zeitschrift Sonic Seducer die wöchentliche auf die Szene zugeschnittene moderierte Musiksendung Schattenreich.
Größenmäßig wurde die deutsche Schwarze Szene im Jahr 2004 auf etwa 50.000 bis 100.000 Personen geschätzt. Im Jahr 2010 wurde diese Einschätzung erneut bestätigt.
Das Geschlechterverhältnis ist, anders als in vielen vergleichbaren Jugendkulturen, ausgewogen. Aus der festgestellten Altersstruktur der Szene ergibt sich die Erkenntnis, dass sie nur „schwerlich als reine Jugendkultur bezeichnet werden kann.“ Eine Vielzahl der Szenegänger geht einem geregelten Arbeitsverhältnis nach und hat eigene Familien. Die Altersspanne beginnt zwar bei vierzehn Jahren, eine obere Altersgrenze ist jedoch nicht auszumachen, so dass selbst ganze Szene-Familien „keine Seltenheit“ darstellen.

### Szeneinhalt
Die Szene wird als heterogene Ansammlung unterschiedlicher subkultureller Strömungen, ohne „an eine Stilrichtung der Popularmusik und die damit im Zusammenhang stehenden Denk-, Verhaltens- und Dresscodes gebunden“ zu sein, gesehen. Rutkowski benennt den Stil, bestehend aus Mode und Habitus, als Kern der Szene. Auch Alexander Nym unterstreicht diese These in einem Interview mit der Internetpräsenz der Süddeutschen Zeitung. Laut Nym „spielt Musik nicht mehr die Hauptrolle.“ Vielmehr erstrecke sich „die schwarze Kultur auf jeden Lebensaspekt“, so dass weitere kulturelle Aspekte wie „Literatur, Filme [oder] die Art, wie man seine Wohnung einrichtet“ durch die Szene geprägt werden. Als „universelle Gemeinsamkeit“ und „kleinsten gemeinsame Nenner“ bezeichnet er „die schwarze Kleidung“.
Die „Szene“ ist so weder musikalisch noch modisch als homogene, in sich geschlossene Gruppe zu verstehen. Sie gliedert sich in unterschiedliche Strömungen, die sich zum Teil in ihren musikalischen und modischen Vorstellungen diametral gegenüberstehen. Die musikalischen Vorlieben der unterschiedlichen Anhänger der Schwarzen Szene sind geprägt von einem „Stilmischmasch, der das Spektrum von avantgardistischem Bruitismus über elektronische Popmusik, alte Musik […], (Neo-)Klassik und Folk bis (Punk)Rock, Techno und Ambient“ abdeckt. Als Sammelbezeichnung für die Gesamtheit dieser in der Szene rezipierten Musik wird in der sozial- und kulturwissenschaftlichen Literatur der Ausdruck Schwarze Musik bevorzugt genutzt.
Als kleinster gemeinsamer Nenner, und damit als zentraler Aspekt der Vergemeinschaftung, wird die Farbe Schwarz mit all ihren Symbolwerten benannt. Sie gilt hier unter anderem als Ausdruck von Ernsthaftigkeit, Dunkelheit und Mystik, aber auch als Symbol für Hoffnungslosigkeit, Leere, Melancholie und als Bezug zu Trauer und Tod.
Die ursprüngliche Dark-Wave-Szene verlor ab der Mitte der 1990er zusehends an Bedeutung in der Schwarzen Szene. Diese existierte fortan, ohne sich auf einen bestimmten Musikstil als gemeinsamen Nenner zu berufen. Populäre Interpreten verschwanden oder orientierten sich musikalisch um und nahmen neue, bis dahin szeneuntypische Einflüsse auf. Derweil aktivierte der Grunge-Hype der frühen 1990er Jahre das mediale Interesse an Subkulturen. „In den folgenden Jahren bildete die geschickt geschürte Massenhysterie um Anti-Stars, Gen-X-Lifestyle, Teenage Rebellion und Grunge Look den idealen Aufhänger für die effektive Vermarktung jugendlicher Identifikationspole […].“

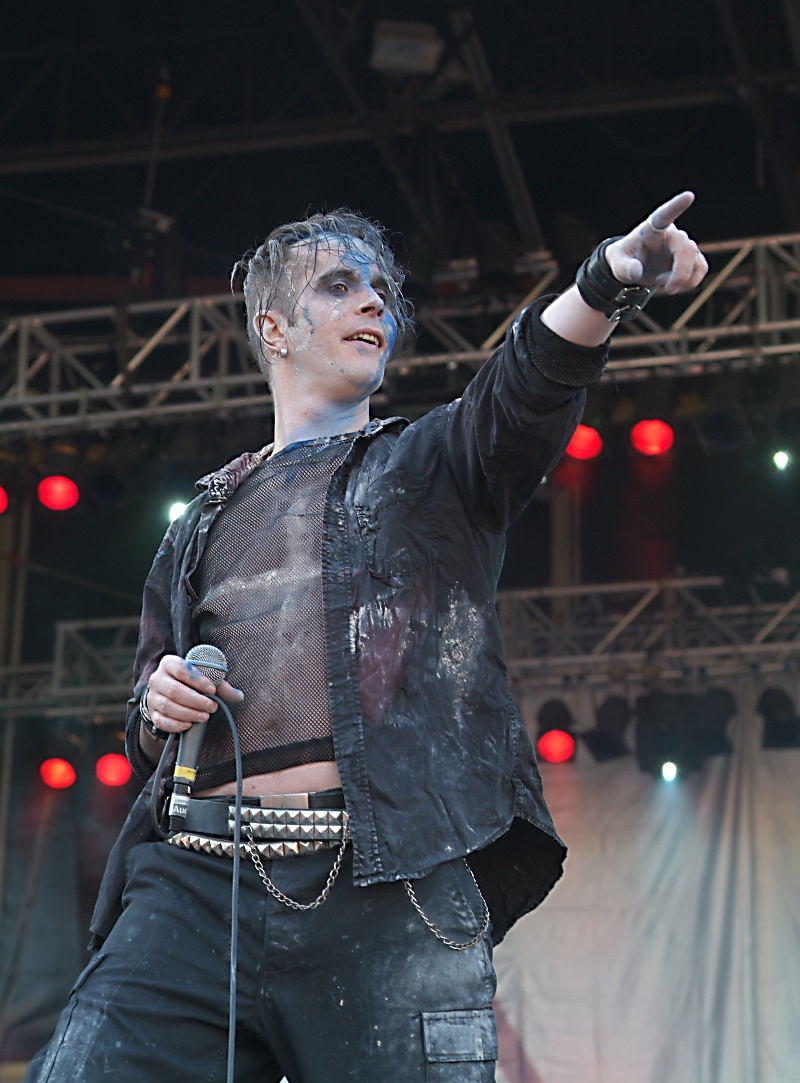
Auch das stilistisch vom Electro Wave zum Synth Rock veränderte Project Pitchfork, hier bei einem Auftritt 2009, erhielt zum Ende der 1990er Jahre einen Majordeal und zu dem Titel Steelrose ein Musikvideo produziert mit entsprechender Heavy Rotation auf VIVA

In den Folgen dieses Alternative-Rock-Hypes etablierte sich auch ein an den Ursprüngen der Schwarzen Szene orientierter Habitus in der Popkultur. Neue, bis dahin unbekannte Interpreten wie HIM, Nine Inch Nails oder Marilyn Manson etablierten sich mit Anti-Star-Dasein und Teenage Rebellion sowohl in der Szene als auch im Musikfernsehen und in den Charts, während auch bereits populäre Szeneinterpreten wie Depeche Mode, Project Pitchfork oder Wolfsheim entsprechend medial vermarktet wurden.
Aus dieser Entwicklung gewann der Stil als Kernzusammenhalt der Szene an jener Bedeutung, welche die Musik mit der rasant voranschreitenden musikalischen Entwicklung verlor. Eine alle Lebensbereiche umfassende in sich stimmige und aufeinander abgestimmte Atmosphäre, mit teils überspitzt karikaturesken Zügen, nahm jenen Raum ein, welchen die Szene mit der Abkehr vom Dark Wave aufgegeben hatte. Instrumentelle und alltägliche Gegenstände erfüllen hier einen dekorativen und somit symbolischen Charakter, welcher auf jenseits des Alltags liegende Zusammenhänge verweist. Einen besonderen Symbolwert in der Szene trägt die vereinende Farbe Schwarz, welche als überdeterminiertes Symbol mit unterschiedlichsten Deutungen gefüllt wird. Die Farbe Schwarz wird hier obschon „aller Individualität der jeweiligen Ästhetisierungsform“ zum Leitmotiv der Szene. „Schwarz ist […] nicht nur eine Farbe sondern ist Ausdruck für Lebensgefühl, Tradition und Einstellung.“ Schmidt und Neumann-Braun verweisen des Weiteren darauf, dass insbesondere der schwarzen Kleidung der Stellenwert eines authentischen Selbstausdrucks zugeschrieben wird und dass die unterschiedlichen Strömungen in der Schwarzen Szene eigene Stile hervorbringen, welche sich über die Kleidung bis hin zu Alltagsgegenständen erstrecken. „So fungiert […] die Farbe Schwarz in der Szene als ‚Superzeichen‘ für einen ‚schwarzen Kosmos‘, welchem eine gewachsene (und nicht aus Provokationszwecken hergestellte) ‚Lebensart‘ an die Seite gestellt wird […].“
Neben der Farbe Schwarz stehen das Ästhetikbewusstsein und die vermeintliche Individualität im Zentrum der Schwarzen Szene. Diese Faktoren bedingen eine stetige individuelle Selbstinszenierung vor dem Bedeutungshintergrund szeneinterner Ästhetik. Damit sind die Hauptpunkte der sozialen Abgrenzung stilistisch und ästhetisch, wodurch der Stil zum Kerninhalt wird. Als von der Gesellschaft abgrenzender Fokus der Szene wird ebenfalls von Hitzler und Niederbacher auf die „stilistische Einheit aus Musik, Körperinszenierung (‚Outfit‘) und ‚Lebensart‘, welche zentrale Überzeugungen, Einstellungen und Werte der Szene in ästhetischer Weise zum Ausdruck bringen“ verwiesen.
Diese Abgrenzung kennzeichnet damit die Ebene der Identifikation in der Szene. Ein authentisch wahrgenommener Szeneauftritt schafft Identifikation, und damit Anerkennung, in der Szene.
Rutkowski benannte 2004 sieben wiederkehrende miteinander verwobene Themata, welche mit zum habitualisierten Denk- und Erscheinungsbild der Schwarzen Szene beitragen, den Stil über die Entwicklung der Szene hinweg mit prägen und welche hinzukommend die unterschiedlichen Strömungen in der Szene miteinander verbinden:
1. Romantik
2. Tod
3. Mystik
4. Religion
5. Kunst
6. Philosophie
7. Körpergefühl

Diese Themata liefern laut Schmidt die Grundlage für das Gemeinschaftsgefühl der Szene. Damit stellen sie einen inhaltlich wechselseitig wirkenden Themenkomplex dar, welcher die unterschiedlichen stilistischen Strömungen innerhalb der Szene miteinander vereint. Der gemeinsame Kern dieses Themenkomplexes ist die passive Abgrenzung von der Gesellschaft, insbesondere der Spaßgesellschaft, und somit die Hervorhebung der persönlichen Individualität durch die Beschäftigung mit tabuisierten Themen und dem persönlichen Rückzug aus dem sozialen Kontext der Gesamtgesellschaft, zugunsten von Fantasiewelten und vergangenen Epochen.

„Durch den über allem stehenden Wert des Individualismus hat das Individuum die Möglichkeit, sich unabhängig von Klischees der Szene selbst auszuleben. Eine Szene, die Traurigkeit, Trauer und Melancholie erlaubt; den optischen Ausdruck des Einzelnen in jedem Fall respektiert, kann niemals der Ort für gruppendynamische Prozesse sein, die sich interaktionistisch oder gegenüber der Gesamtgesellschaft in Gewalt äußern. So ist die Rebellion, die das Individuum eventuell durch seine Szenezugehörigkeit (insbesondere durch das Aussehen) bezweckt, immer eine stille Rebellion, die niemanden direkt angreift, sondern lediglich denen ‚ein Dorn im Auge‘ ist, die auf die Enttabuisierungen (von z. B. Tod, Satanismus oder auch Sex) empfindlich reagieren.“

#### Romantik
Mit dem Begriff der Romantik bezeichnet Rutkowski, bezogen auf die Schwarze Szene, eine Verbundenheit mit vergangenen Zeiten und der Suche nach vergangenen Werten. Mit dem Ziel, etwas Vergessenes wieder in Erinnerung zu bringen, setzt die Schwarze Szene das sinnsuchende Individuum gegen Vermassungstendenzen. Dem „nahezu religiös anmutenden Kultus um die Götzen-Triade Fortschritt, Konsum und Wachstum“ begegnet die Szene hingegen mit Misstrauen.
Rutkowski begründet in dieser Suche nach einem Sinn und Werten im Vergangenen sowohl die an vergangene Zeiten mahnende Kleidung als auch den Hang zu Burgen, Ruinen, Friedhöfen und Wäldern. Im Themenkomplex der Romantik bedingt die Auseinandersetzung mit vergangenen Zeiten und verfallenen Orten eine Suche nach Ruhe, Melancholie und Ästhetik. Der Szene-Fotograf und Herausgeber Marcus Rietzsch hebt die Bedeutung der Atmosphäre von Friedhöfen als Ort der Ruhe und Harmonie hervor.

#### Tod

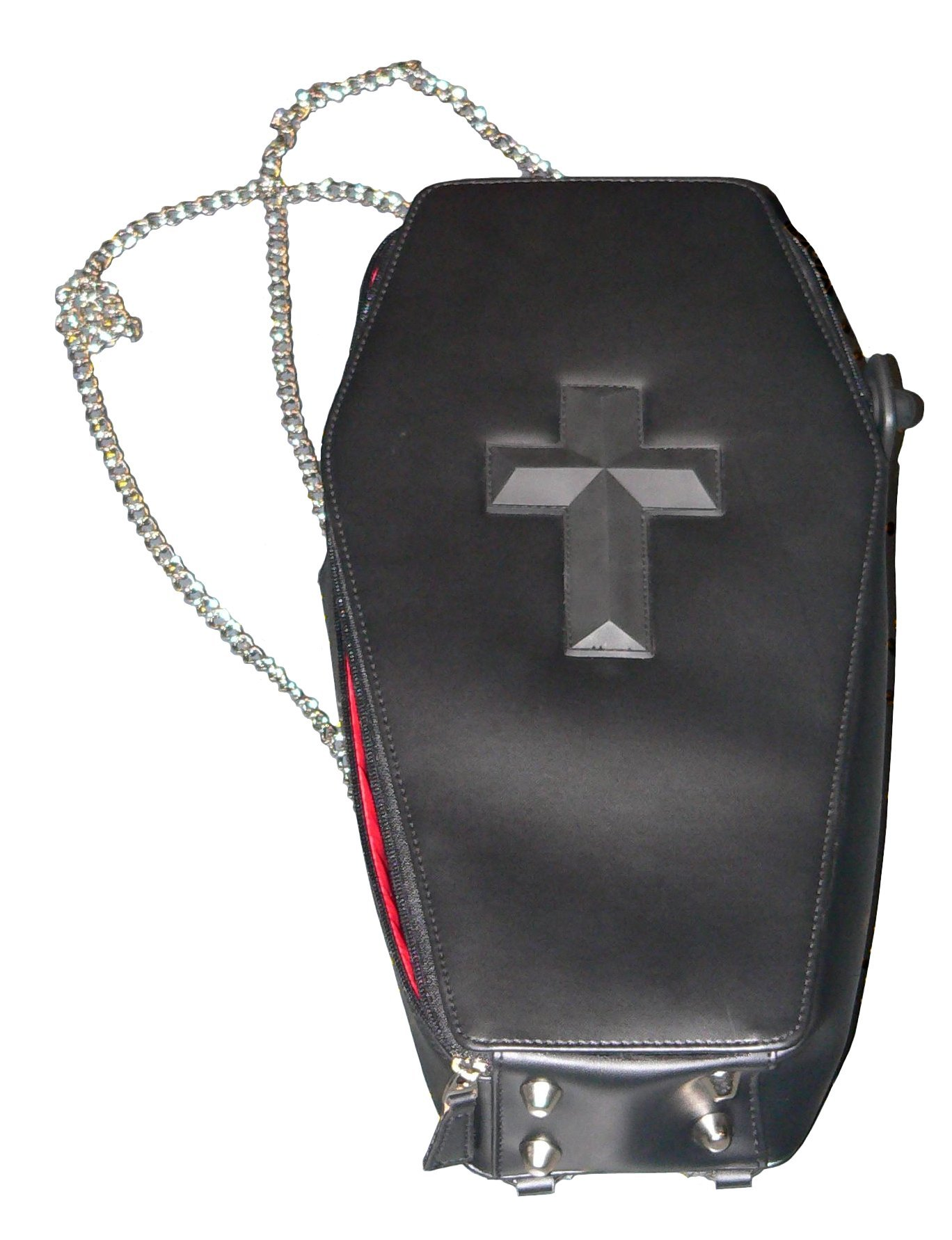
Gängiges Accessoire der Szene: ein Rucksack in Sargform

Das Thema des Todes und das Bewusstsein um die Sterblichkeit sind seit Bestehen der Gothic- und Dark-Wave-Szene anhaltend habitualisierte Aspekte der Szene. Die Symbolfarbe Schwarz findet sich ebenso in diesem Themenkomplex wieder wie diverse Band-Namen, der Hang zu Vampir- und Horrorfilmen, Friedhofsbesuchen und morbid angelegten Accessoires.
Matzke sieht in der Auseinandersetzung mit der Vergänglichkeit eine Möglichkeit der Schwarzen Szene, sich gegen die gesellschaftlichen Vermassungstendenzen aufzulehnen, sowie eine aktive Beschäftigung, um sich vom Wertekanon der Konsumgesellschaft abzugrenzen.

#### Mystik
Bezogen auf die Schwarze Szene trägt der Begriff Mystik die Bedeutung der allgemeinen Offenheit für übersinnliche Erfahrungen und damit einhergehend die Beschäftigung mit Esoterik, Mythologie, Okkultismus, Ritualen, Fantasy, Symbolen und Religion in der Suche nach der „Existenz und Erfahrbarkeit einer anderen, transzendenten Welt“. Sowohl die Auseinandersetzung mit fantastischer Literatur und fantastischen Filmen als auch die Beschäftigung mit spirituellen Themen wird durch den Begriff der Mystik erfasst.

#### Religion
Das Thema Religion schließt sich dem Thema der Mystik an. Religion wird von der Szene überwiegend als abstraktes Thema angesehen, das kritisch-rational hinterfragt wird. Ebenso trägt die Beschäftigung mit dem Tod zur Auseinandersetzung mit religiösen Inhalten bei. „Gründe für die verstärkte Zuwendung zu Themen des Glaubens liegen in der menschlich-kontinuierlichen Fortführung des Seinsbegriffes auch über den Tod hinaus – und gerade bei einer Jugendkultur, die sich in solch hohem Maße mit dem Tod beschäftigt, ist es nur natürlich, dass auch eine hohe Beschäftigung mit Religion zu verzeichnen ist.“
Nach Schmidt und Neumann-Braun ist die Ich-zentrierte Beschäftigung mit unterschiedlichen religiösen Lehren Ausdruck einer Individualisierung und Privatisierung von Religion. In der Szene erzeugt die Beschäftigung mit Religionen, Ritualen und Zeremonien „einen Spielraum für mannigfache Phantasien und Identifikationen rund um das mehr oder weniger ‚düster konnotierte Transzendente‘.“
Im Kontext des Themas Religion beschäftigen sich Szenegänger und -gestalter mit diversen religiösen Schriften, Praktiken und Inhalten. Die Intensität und individuellen Konsequenzen der Auseinandersetzung variieren. Von überzeugten Christen über Agnostiker und Anhängern von sogenannten neuen „Naturreligionen“, wie Wicca und Voodoo, bis hin zu Atheisten finden sich unterschiedliche religiös überzeugte Personen in der Szene. Auch die theoretische und praktische Beschäftigung mit Okkultismus und Esoterik ist ein permanenter Bestandteil der Schwarzen Szene.

Die Band Merciful Nuns nutzt, wie bereits Aleister Crowley in seinem Book of Thoth, das Heptagramm mit stumpfen Winkeln in Anlehnung an das thelemische Symbol Babalons

Einige Szenegestalter und Szenegänger beschäftigen sich intensiv mit okkultistischen Themen, im Besonderen mit Neopaganismus, Chaosmagie und Thelema, woraus häufige fehlerhafte Pauschalurteile gegenüber der Szene als Satanisten und Sektierer geprägt wurden. Derweil findet sich der „in den Medien häufig verwendete Begriff des Satanismus […] in der Schwarzen Szene in Bezug auf Religion zumeist nur in der theoretischen und historischen Auseinandersetzung mit dem Thema wieder, etwa durch Beschäftigung mit Literatur. Weitergehende Beschäftigung mit Satanismus […] findet, wenn lokal überhaupt, nur bei Randgruppen statt und ist keineswegs als szenetypisch zu bewerten[.]“
Die meisten Bezüge zu thelemischen und chaosmagischen Themen, aber auch zur Church of Satan sind im Gothic Rock, Gothic Metal, Industrial Rock, im Neofolk sowie im Post-Industrial auszumachen.
Die Band Current 93 benannte sich nach einem thelemischen Begriff für die ordensübergreifende Gesamtheit der thelemischen Bewegung. Die Band Fields of the Nephilim stellte unter anderem mit den Liedern Love Under Will und Moonchild intertextuelle Bezüge zu Aussagen Crowleys her. Thelemitische und chaosmagische Symbole und Bezüge finden sich ebenso bei The Cassandra Complex, deren Hauptinitiator Rodney Orpheus Mitglied des Ordo Templi Orientis ist, und Marilyn Manson, deren gleichnamiger Bandbegründer Crowley zu seinen wichtigsten nichtmusikalischen Einflüssen rechnet. Auch die Gothic-Metal-Bands Tiamat und Moonspell zeigten sich an Crowley interessiert und durch dessen Schriften thematisch beeinflusst.
Marilyn Manson nutzt hinzukommend thelemische und chaosmagische Symbole in der Gestaltung seiner Tonträger und Musikvideos sowie direkte Zitate und Anspielungen in seinen Texten. Auch ein offizieller Fanclub Mansons benannte sich entsprechend Abbey of Thelema. Manson ist hinzukommend Mitglied und Priester der Church of Satan, deren Begründer Anton Szandor LaVey die Satanische Bibel verfasste. LaVey, dessen eigenes Schaffen von Crowley beeinflusst war, wirkte sich ebenfalls intertextuell auf die Schwarze Szene aus. Weitere Mitglieder der Church of Satan wie Boyd Rice und Michael Moynihan wurden noch in den 1990ern als Teil der Szene wahrgenommen.
Im Post-Industrial-Umfeld begründete die Offenheit für Übersinnliches den Begriff der Okkultur, welcher ursprünglich beschreiben sollte, dass „eine Vielzahl von Musik-(bzw. Psychic-TV-)Fans nicht nur durch ihren gemeinsamen Geschmack, sondern auch durch von Psychic TV vermittelte gemeinsame ‚okkulte‘ Interesse verbunden waren.“

#### Kunst

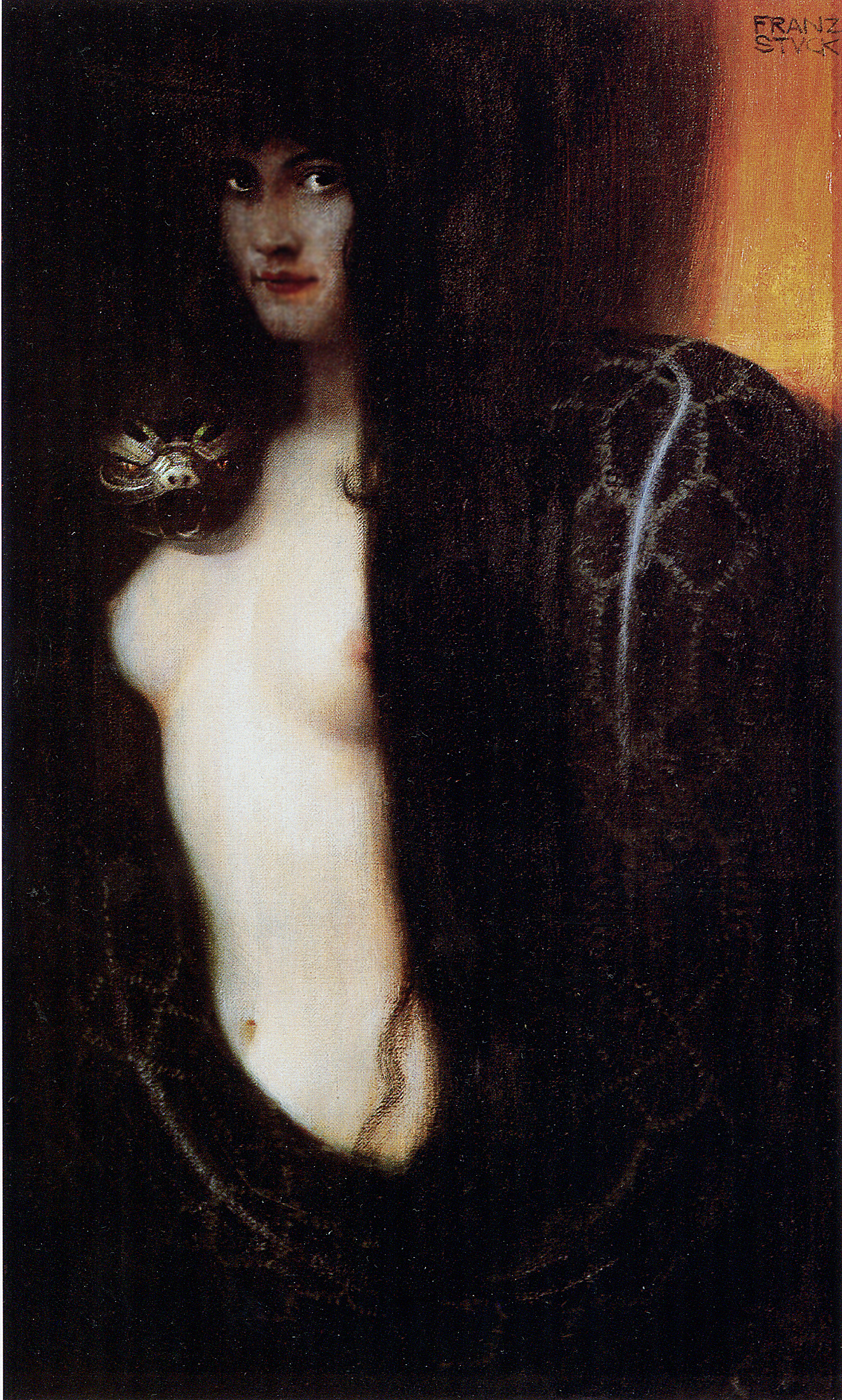
Auch Replike und Adaptionen der Bilder des Symbolismus wie Die Sünde von Franz von Stuck werden in der Szene häufig als Dekoration genutzt

Die Szene zeichnet sich durch hohen künstlerisch-kreativen sowie -konsumierenden Anspruch aus. Neben der Musik sind Fotografie, Malerei und Dichtung häufig schöpferische Tätigkeiten der Szenegänger. Auch die Gestaltung und Fertigung von Kleidungsstücken gilt als Bestandteil szenetypischer Tätigkeiten. Die Fülle schöpferischer Aktivität und konsumierender Beschäftigung mit Literatur, Lyrik und bildender Kunst begründet sich in dem Anliegen, den eigenen Gefühlen Ausdruck zu verleihen beziehungsweise diese in den Werken anderer bestätigt zu finden. Von der Szene präferierte Kunstwerke finden sich vornehmlich in den Stilepochen des Symbolismus, des Expressionismus, der Romantik und Frühromantik sowie des Surrealismus. Insbesondere der „Literatur ist […] ein nicht unerheblicher Einfluss auf die Selbstverortung“ der Szenegänger zuzuschreiben.
Eine Vielzahl der rezipierten Autoren und Autorinnen zählen zum Kanon der Literatur.
In der Fachliteratur zur Schwarzen Szene wird diversen Autoren eine hohe Bedeutung innerhalb der Szene zugeschrieben. So wird Lyrikern des Expressionismus wie Gottfried Benn, Georg Heym und Georg Trakl, der Romantik wie Novalis und Heinrich Heine sowie des Symbolismus wie Charles Baudelaire und Arthur Rimbaud eine hohe Bedeutung zugesprochen. Ähnliche Präferenzen sind bei den bevorzugten Prosaikern der Szene auszumachen. Insbesondere morbide, beängstigende und phantastische Literatur wird in der Szene bevorzugt gelesen. Hier gelten Klassiker der Schauerliteratur von Joseph Sheridan Le Fanu, Edgar Allan Poe, H. P. Lovecraft, Mary Shelley, Lord Byron und Bram Stoker ebenso zum Repertoire der Szene wie die kanonisierte Literatur von Oscar Wilde, Friedrich Nietzsche, Fjodor Dostojewski, Hermann Hesse, Franz Kafka, John Milton, Donatien Alphonse François de Sade oder Vladimir Nabokov. Der Hang der Szene zur Phantastik begünstigt neben der Rezeption von kanonisierten Schriftstellern wie E. T. A. Hoffmann und J. R. R. Tolkien auch die verstärkte Rezeption nicht kanonisierter Autoren wie Anne Rice, Markus Heitz und Wolfgang Hohlbein.
Als Pendant zur Literatur gilt die Beschäftigung mit Comics und Filmen, die entweder eine der Szene entsprechende Atmosphäre oder szeneübliche Themen aufgreifen. Insbesondere Horror- und Vampirfilme und -comics sprechen die Szene an.
Auch in diesen Bereichen entstehen wiederholt eigene Produktionen, vornehmlich Independentfilme, Videoclips und Comicstrips. Des Weiteren greifen Comics, Fernseh- und Kinoproduktionen seit den 1980er Jahren Stereotype der Szene auf und stehen in einem wechselwirksamen Einfluss zur Szene. Die US-amerikanische Krimiserie Navy CIS etablierte mit der Forensikerin „Abby“ Sciuto eine an die Szene angelehnte Hauptfigur. Die Serie South Park führte in der 7. Staffel eine Gruppe der Szene entsprechender Kinder ein. Die Comicserien Preacher, Sandman und X-Men verfügen über ebensolche stereotype Charaktere. Unter anderem orientieren sich die Cartoonfiguren Ruby Gloom, Die kleine Gruftschlampe und Emily Strange an einer der Szene entsprechenden Ästhetik und werden häufig in der Szene rezipiert.
Besondere Wechselwirkung mit der Szene werden hingegen den Produkten von Tim Burton und James O’Barr zugeschrieben. Die von James O’Barr geschriebene und gezeichnete Graphic Novel The Crow bezog sich intertextuell auf die Band Joy Division, der Hauptcharakter der Geschichte war optisch an Peter Murphy von Bauhaus angelehnt. Zum Soundtrack der Verfilmung trugen unter anderem Nine Inch Nails und The Cure bei. Der Film erlangte Kult-Charakter in der Szene. Die Band The 69 Eyes benannte einen Song nach dem Hauptdarsteller Brandon Lee und adaptierte Filmsequenzen für das zugehörige Musikvideo. Das Musikvideo zum Song Beyond The Veil der Band Tristania ist aus Szenen des Films zusammengeschnitten.
Tim Burton schuf bereits 1988 in Beetlejuice mit Lydia Deetz eine Figur, der nicht nur Stereotype der Szene zugeschrieben wurden, sondern die ebenso Einfluss auf die Szene nahm. Weitere Filme Burtons wie Nightmare Before Christmas, Sleepy Hollow und Corpse Bride – Hochzeit mit einer Leiche schlossen sich inhaltlich an und wurden, unter anderem durch diverse Modezitate, zu einem festen Bestandteil des Szenerepertoires. Als Spielfilmproduktion der deutschen Szene wurde der geteilt aufgenommene Independentfilm Kinder der Nacht bekannt. Der unter anderem mit Kelly Trump, Bela B., den Mitgliedern von Das Ich und Chris Pohl 2002 abgedrehte Nachfolger erschien bisher nicht.
Aus dem künstlerischen Aspekt der Szene entstanden ebenfalls unterschiedliche Bild- und Sammelwerke, die sich mit Veranstaltungen und Selbstinszenierungen der Szene beschäftigen. Der Fotograf Timo Denz veröffentlichte unter anderem mit Modern Times Witches und FreakShowDiary Bildbände, die sich dem Erscheinungsbild der Szene widmen. Das vom Fotografen Marcus Rietzsch bebilderte und herausgegebene Buch Pfingstgeflüster: Impressionen und Gedanken aus Leipzig widmete sich mit Textbeiträgen von Christian von Aster, Klaus Märkert, Gitane Demone und vielen weiteren dem Publikum, dem Ambiente und den Künstlern des Wave-Gotik-Treffens im Jahr 2013. Der Bildband Schwarze Szene. Live-Fotografie 2003–2005 von Tim Rochels ist ausschließlich den Künstlern der Szene gewidmet und dokumentiert Auftritte verschiedener Interpreten.

#### Philosophie

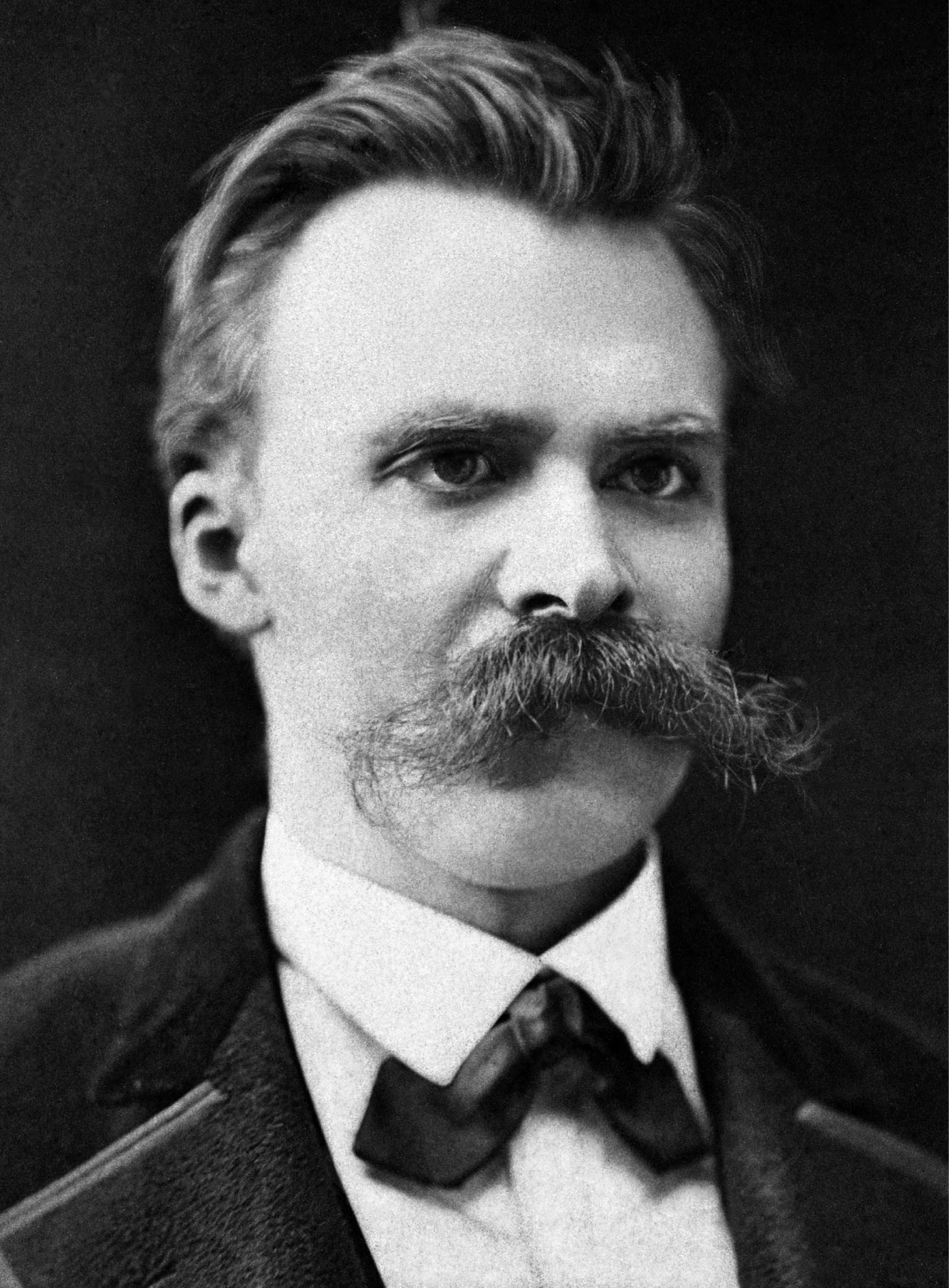
Der in der Szene vielfach rezipierte Philosoph und Schriftsteller Friedrich Nietzsche

Unter dem Begriff der Philosophie wird auf die Schwarze Szene bezogen die Beschäftigung und der Austausch zu essentiellen Existenzfragen zusammengefasst. So „besteht in der Schwarzen Szene ein hohes Maß an Neigung zum Nachdenken über das Leben und Existenz an sich, über Sinn und Natur des Seins.“ In diesem Zusammenhang findet auch eine stetige Auseinandersetzung mit psychischen Störungen und den Menschen als soziale Wesen und der Gesellschaft im Allgemeinen statt. Existenzialistische, nihilistische, skeptizistische und atheistische Schriften werden zumeist um sozialpsychologische und soziologische, auf der Suche nach Erkenntnissen über die eigene Existenz und einen Sinn des Seins, ergänzt. Hierzu gehören „unterschiedliche Interessenkomplexe wie fremde/vergangene Kulturen und Denktraditionen […], übersinnliche Welterklärungen und Kosmologien […], das schlicht ‚Unvorstellbare‘ […] sowie den Mensch und seine Existenz betreffende Phänomene, Vorstellungen und Theorien […].“ Nach Rutkowski gehört eine entsprechende Sammlung wissenschaftlicher und philosophischer Literatur, mit Werken von Fromm, Nietzsche oder Sartre zum regulären Besitz der Szeneangehörigen. Derweil führte die Auseinandersetzung mit Autoren wie Evola, D’Annunzio und Ernst Jünger auch zum Vorwurf der Affirmation protofaschistischen Gedankenguts.
Auch in der Auseinandersetzung mit philosophischen, soziologischen und psychologischen Themen finden sich nicht nur private, sondern auch intertextuelle Bezüge. Einige Interpreten schufen ganze Alben zu psychologischen Themen. Nine Inch Nails konzipierten mit The Downward Spiral ein Album über die Bemühungen, sich über die rückhaltlose Auslebung von Sex und Gewalt der Kontrolle durch Religion und Gesellschaft zu entziehen.
Die Band Janus gestalte mit Auferstehung ein gesamtes Album in Anlehnung an traumatische Ereignisse und deren Wirkung auf die menschliche Psyche.

„Traumatische Ereignisse, wie z. B. der Tod eines geliebten Menschen in ‚Du siehst aus wie immer‘ oder der Alptraum eines dunklen Familiengeheimnisses in ‚Überleben‘ sind die größte Gefahr für unsere zerbrechliche geistige Gesundheit. Auf dieser Grenze zwischen Wahnvorstellung und Überlebenswillen bewegen sich alle Texte von ‚Auferstehung‘.“

Auch die Band Oomph! produzierte mit dem Album Wunschkind ein Konzeptalbum um traumatische Kindheitserinnerungen, vornehmlich Missbrauchs- und Gewalterfahrungen. Marilyn Manson schuf mit Holy Wood und Antichrist Superstar Alben, die sich mit gesamtgesellschaftlichen Themen auseinandersetzten.

#### Körpergefühl

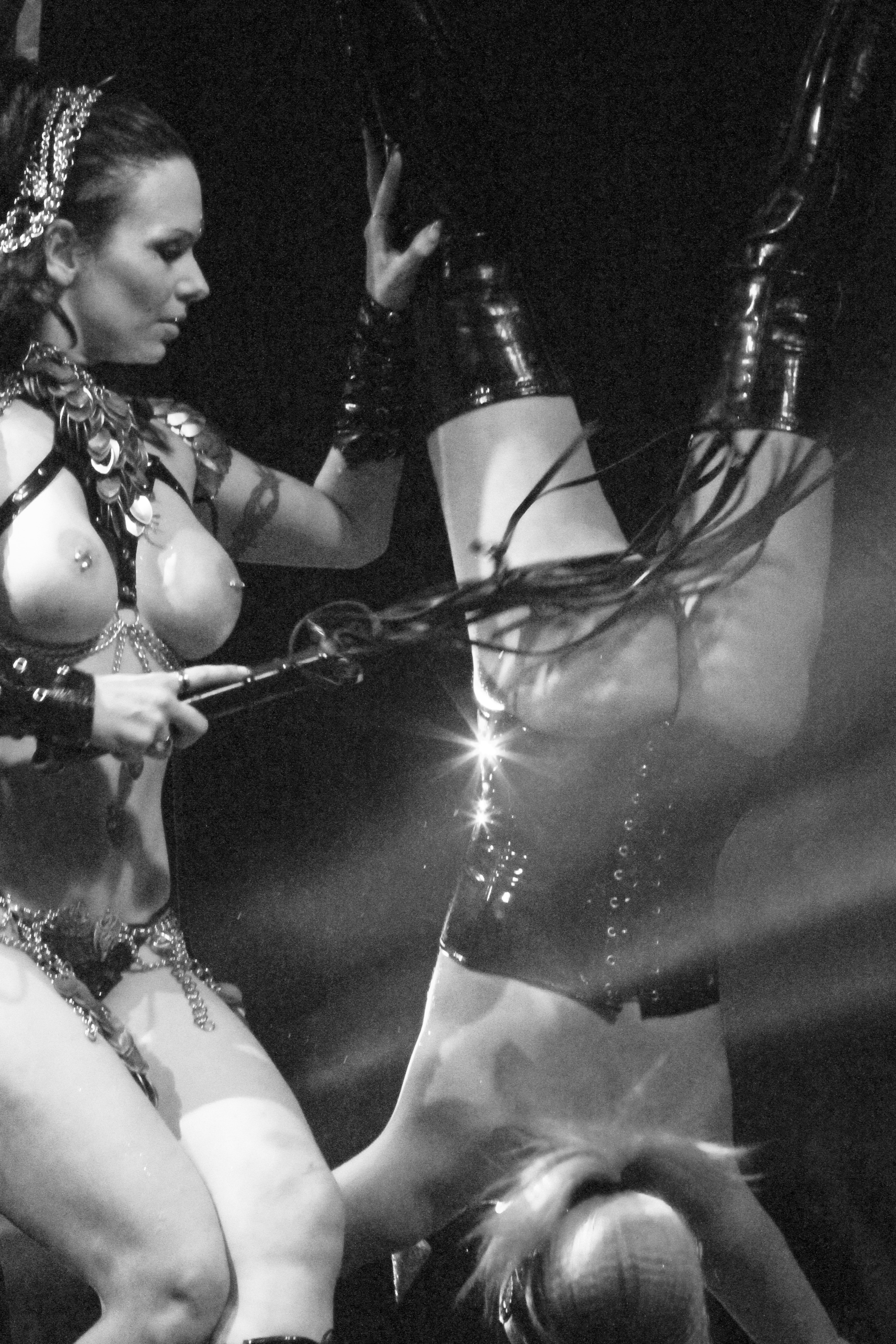
BDSM-Show beim Umbra-et-Imago-Auftritt auf dem WGT 2014

Die Subszenen vereinen sich in einem selbstdarstellerischen Körperkonzept, welches „eine erotische Darstellung des Körpers beinhaltet [und] freizügiger wirkt, als sie in ihrer Gesamtheit ist.“ Die Inszenierung der eigenen Person und der eigenen Körperlichkeit ist inhärenter Bestandteil der individualistischen Überzeugung, welche die Szenemitglieder vereint. Diese Selbstdarstellung findet über körperbetonende Kleidung, Piercingschmuck und Tätowierungen statt. Diese Selbstinszenierung ist derweil eine bewusste und gezielte Präsentation der eigenen Person, die nur selten über die szeneeigenen Treffpunkte hinausgeht. Das Schaffen eines sinngebenden Zusammenhangs zwischen der Kleidung, der sozialen Gruppe und der Person verläuft hier anhand des gegenseitigen Erkennens. Die oft erfolgte Zuschreibung und Gleichsetzung der erotischen Selbstdarstellung mit einer sexuellen Freizügigkeit entpuppt sich als Vorurteil. Auch von der modisch eingeflossenen BDSM-Szene distanziert sich die Schwarze Szene in der aktiven Umsetzung. Dennoch begegnen die Szenemitglieder den BDSM-Anhängern offen und akzeptierend. Eine praktizierende Überschneidung, wie sie Umbra et Imago, Die Form oder Grausame Töchter repräsentieren, findet sich in der Szene hingegen selten.

## Geschichte
Diverse modische und musikalische Strömungen nahmen von Beginn der Szene an Einfluss auf und in der Schwarzen Szene. Musikalische und modische Neuerungen und Weiterentwicklungen der Szene gingen von prägenden Strömungen aus. Jenseits solcher bedeutenden Phasen hielt das Wirken einzelner Strömungen gelegentlich an. Meist wirkten sich diese Strömungen nachkommend geschwächt und ohne tieferen Einfluss aus. Viele der unterschiedlichen Strömungen besitzen eigene Alleinstellungsmerkmale, sodass hier oft nur von Überlagerungen und Einflüssen von und mit den entsprechenden Szenen und jugend- beziehungsweise subkulturellen Gruppierungen gesprochen werden kann.
Aufgrund künstlerischer Weiterentwicklung und besonderer Popularität behaupteten sich manche Interpreten über den Zeitraum prägender Phasen hinaus. Wichtige Veröffentlichungen und vereinzelte Interpreten früher Phasen fanden sich nachkommend noch auf Festivals und Großveranstaltungen der Szene und populäre Interpreten vergangener Strömungen wurden über das Abebben der jeweiligen Strömung hinaus frequentiert. Beispielhaft gelten Interpreten wie The Cure, Depeche Mode, Rammstein, Nick Cave and the Bad Seeds oder Marilyn Manson genreunabhängig als bedeutsame für und in der Szene.

### Entstehung
Die klassische Schwarze Szene wurde in den 1980er Jahren und in der ersten Hälfte der 1990er-Jahre zunächst aus der Independent- und Dark-Wave-Bewegung gebildet, deren Mitglieder ursprünglich in Jugendkulturen wie Punk, New Wave, Gothic, New Romantic oder im Post-Industrial-Umfeld verankert waren. Die Anhänger dieser frühen Schwarzen Szene wurden, aufgrund ihrer Kleiderfarbe oder ihrer Lebensansichten, „Schwarze“ oder aber, bezüglich ihrer präferierten Musikformen, „Waver“ genannt. Mit dem Zerfall der Wave-Kultur verschwand die Bezeichnung „Waver“ jedoch aus dem deutschen Sprachgebrauch.
Im Verlauf der 1990er Jahre wurden dabei diverse Kultur- und Stilbegriffe zu umfassenden Suprabegriffen in der schwarzen Szene, welcher auf genrefremde Interpreten, sowie Splitterkulturen, zum Teil gänzlich eigenständiger Musikstile angewandt wurden. Diese Form der Nutzung steht bei Akteuren und Beobachtern der originären Kulturen und Genres als unverständliche und vereinnahmende Fehlnutzung in der Kritik. Kultur- und Sozialwissenschaftler prägten aus der Vielfalt der rezipierten Musik den abgrenzenden und neutralen Oberbegriff Schwarze Musik als umfassende Sammelbezeichnung für im Kontext der Szene rezipierte und entstandene Musik, welche der anhaltenden Fremdnutzung der Stilbezeichnung gegenübersteht. Analog verhält sich der Begriff der schwarzen Szene selbst in Abgrenzung zu häufig bemühten Selbstzuschreibungen wie Gothic oder Industrial.

### Etablierung
In der zweiten Hälfte der 1990er Jahre fanden sich vermehrt Überlagerungen mit Teilen der Metal-Bewegung oder der BDSM-Szene, wobei der BDSM-Look in den meisten Fällen nur als modisches Element von den „Schwarzen“ übernommen wurde und mittlerweile als gängiges Stilelement in der Szene vertreten ist. Inzwischen impliziert und inkludiert der Begriff „Schwarze Szene“ kleinere und zeitweise wechselnde Strömungen wie die Cyber- und Elektro-Szene, Visual Kei oder Randbereiche der Wicca- und Mittelalterszene. „Innerhalb der Schwarzen Szene gibt es vielfältige Substilrichtungen, wobei das äußere Erscheinungsbild meist eng mit der jeweiligen Musikrichtungen, welcher der jeweilige Szenegänger zugetan ist, verknüpft ist.“ Mit jedem Generationswechsel entstanden so mehrere subkulturelle Überlagerungen, infolge derer sich etliche Teile der Schwarzen Szene keiner bestimmten Subkultur mehr zuordnen lassen. Im Archiv der Jugendkulturen wird die Schwarze Szene als „alternative Bewegung junger (und nicht mehr ganz so junger) Menschen, deren Erscheinungsbild von einer bemerkenswerten Vielfalt ist“ beschrieben. „Symptomatisch für diese Vielfalt ist auch die Schwierigkeit, einen geeigneten Oberbegriff für diese Szene zu finden.“

### Erste Mischkulturen
Ab der Mitte der 1990er Jahre wuchs die Schwarze Szene merklich heran, sodass sich vereinzelt neue, zum Teil rivalisierende Jugendkulturen entwickelten. Eine dieser Kulturen war die „Gothic-Metal-Szene“, die aus der Fusion der Genres Gothic Rock und Metal zu Gothic Metal hervorging. Die Mitglieder der auf dieser Basis entstandenen Mischkultur verwendeten keine Eigenbezeichnung. Sie wurden – je nach individueller Ansicht – entweder der Metal-Bewegung oder der Gothic-Kultur zugerechnet.

„In nahezu meiotischer Vorgehensweise schufen sie [Paradise Lost] Anfang der 1990er Jahre mit dem Album Gothic einen neuen Stil, der die Elemente des Gothic Rocks und die des Death Metals vereinte. Düstermänner, denen der Gothic Rock zu wenig harte Gitarren hervorbrachte, und Metal-Typen, die das ewige ‚Herumgethrashe‘ nicht mehr hören konnten, wuchsen zu einer neuen Fan-Gemeinde zusammen.“

Neben Paradise Lost trugen die Bands Tiamat und My Dying Bride zur Etablierung des neuen Stils in der Szene bei. Ihr Einfluss begünstigte unter anderem den Erfolg weiterer Bands wie Crematory, Theatre of Tragedy und Moonspell. Woraufhin auch bereits etablierte Szeneinterpreten wie Lacrimosa oder Secret Discovery Metal-Elemente aufnahmen.
Der Gothic-Metal-Trend war nur von kurzer Dauer und wurde zum Teil von Musikern und Szeneänhängern kritisiert. Er bildete jedoch ab Mitte der 1990er Jahre den Nährboden für eine fließend in den Dark Metal, Dark Rock und Symphonic Metal übergehende Anhängerschaft innerhalb der Schwarzen Szene.

### Wandelnde Entwicklung

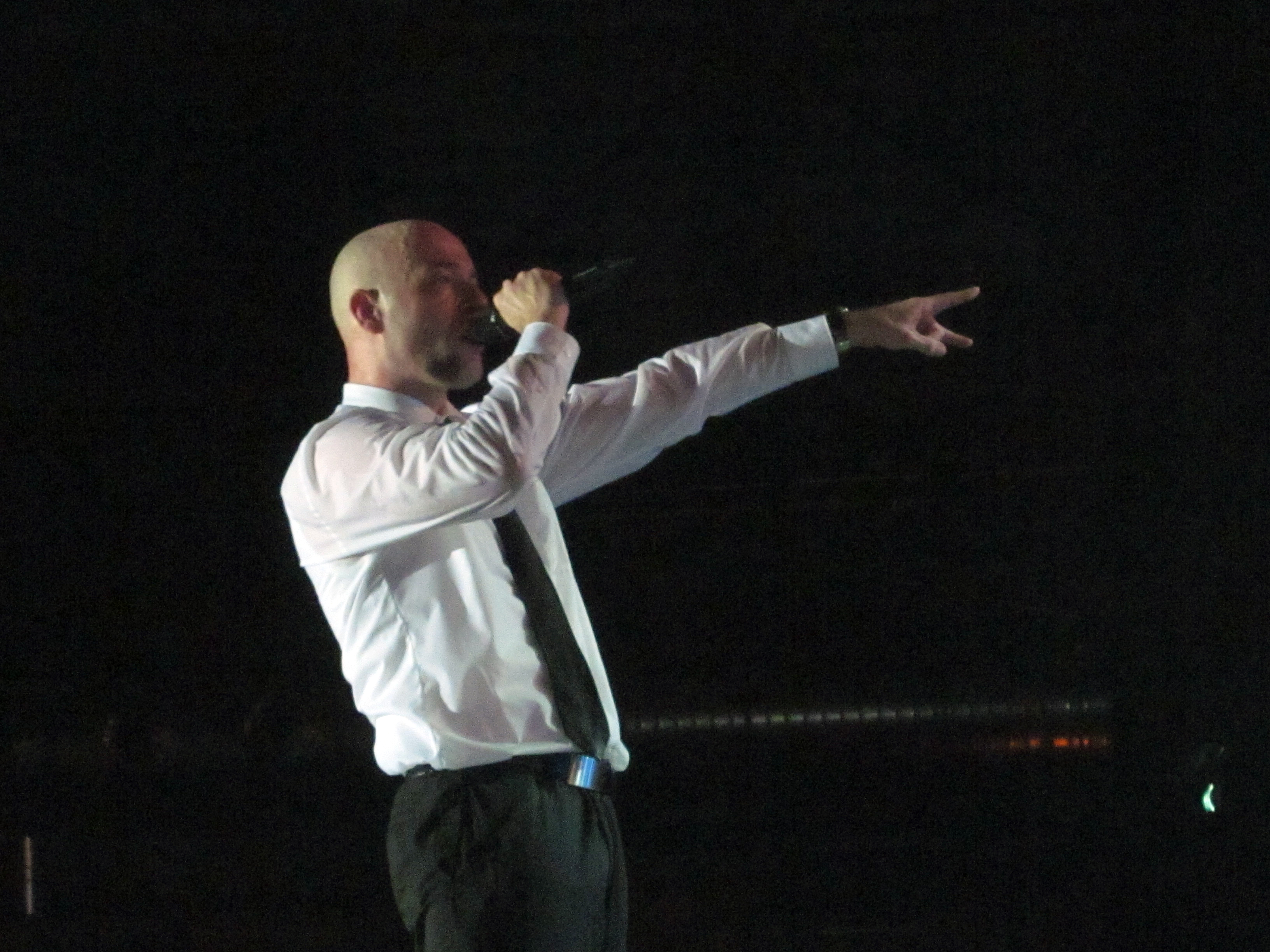
Mit Chartspitzenplätzen und einem Bundesvision-Song-Contest-Sieg etablierte sich die Band Unheilig zum Ende der 2000er Jahre als Szeneband im Mainstream

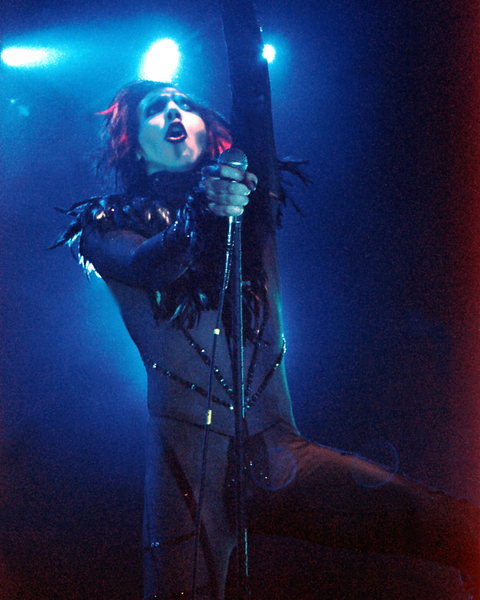
In der zweiten Hälfte der 1990er Jahre war die Band Marilyn Manson (hier 1998 live) eine der populärsten Bands der Szene

Mitte der 1990er Jahre nahm die Bedeutung der ursprünglich prägenden Musikstile in der Schwarzen Szene ab. Die einst wichtigsten Strömungen der Szene, Gothic und der übergeordnete Dark Wave, verloren den Nährboden dieser Szene, indem viele der tragenden Bands sich neu orientierten oder gar auflösten. Nicht zuletzt das folgende Ausbleiben neuer Interpreten sowie die neuen Impulse durch alte Größen eröffneten neue musikalische Felder in der gesamten Szene.
Zeitnah etablierte sich die Schwarze Szene zusehends als subkulturelles Milieu in der gesellschaftlichen Wahrnehmung und erlebte eine Hochphase mit hohem medialen und gesellschaftlichen Interesse.

„In den Neunzigern gab es dieses Revival – auf einmal interessierten sich unglaublich viele Leute für unsere Musik und unsere Kleidung. Die Szene rückte ein gewaltiges Stück in Richtung Mainstream. Man kann heute [2013] gar nicht mehr von einer Jugendkultur sprechen. Die Protagonisten, die von Anfang an dabei waren, stehen jetzt kurz vor der Rente.“

Neue Musikstile wie Neue Deutsche Härte, Gothic Metal und Teile des Alternative Metal fanden so einen eigenen Platz in der Schwarzen Szene, der die ursprünglichen Musikstile mit der Zeit beinahe vollständig verdrängte.
Ähnliche Umwälzungen fanden in den folgenden Jahren mehrfach statt und einst untypische Musikstile wurden fester Bestandteil der Schwarzen Szene. Unter anderem konnten seither Mittelalter-, Sleaze- und Dark Rock sowie Future Pop, Synth Rock, Aggrotech, Big Beat, Dark- und Symphonic Metal eigene Hochphasen in der Schwarzen Szene verbuchen. Alexander Nym bezeichnet die diversen Stile und Strömungen der Szene derweil als eine kaum noch zu überblickende heterogene Masse, die mitunter zu Spaltungen innerhalb der Szene selbst führt. „Wenige Szenegänger haben über diese Vielfalt noch wirklichen Überblick; die Szene gliedert sich in verschiedene Unterströmungen die sich sowohl in Kleidungsfragen wie auch musikalischen Präferenzen mitunter diametral gegenüber stehen.“
Mit dem ersten Umbruch der Szene in der Mitte der 1990er Jahre versuchten verschiedene Stellen das erweiterte Spektrum der Musik unter einem Namen zu vereinen, woraus Bezeichnungen wie Dark Alternative Music, Dark Music oder Schwarze Musik entstanden. Keine dieser Bezeichnungen konnte sich bisher als allgemeingültiger und umfassender Begriff in der Szene etablieren. Schriftlich in Erscheinung trat der Begriff „Dark Music“ erstmals in der Mitte der 1990er Jahre durch die Zeitschrift Entry. die diese Bezeichnung im Slogan Magazin für Dark Music, Kult(ur) und Avantgarde auf der Titelseite führte. In der wissenschaftlichen Literatur zur Szene wird der Terminus Schwarze Musik bevorzugt.
Auch technoide schwarze Musik wie Aggrotech und Future Pop kamen zum Ende der 1990er Jahre auf und schwarz geprägter Techno wie Big Beat wurde fortan in der Szene rezipiert. Mit der Einflussnahme aus Metal, Alternative und Techno gab es kaum noch Tabu-Bereiche hinsichtlich der musikalischen Interessen der Szene. Hinzukommend vermarkteten sich seit den ersten Umwälzungen der Szene auch Bands, die bisher nicht der Szene zugeordneten Stilen entsprachen, über ein entsprechendes Image als Künstler der Schwarzen Szene. Ein Umstand, über welchen Genrebegriffe weiter verwässert wurden und Titel wie Industrial Rock, EBM, Gothic Metal oder Gothic Rock auf stilfremde Bands Anwendung fanden, sodass unter anderem technoid geprägte Musik als EBM oder Industrial betitelt und wahrgenommen wird. Diese Entwicklung wird besonders von langjährigen Szenemitgliedern kritisiert, aber auch Interpreten der unterschiedlichen Musikstile reagieren häufig mit Ablehnung der jeweiligen Bezeichnungen. Insbesondere der Begriff Gothic, „unter dem die dunkle Alternativkultur in den Medien meist firmiert“, erfährt auch als musikjournalistischer Begriff eine inflationäre Nutzung, im Hinblick auf die Schwarze Szene. „Was nicht zuletzt mit den sprachlichen Konventionen der (englischsprachigen) Musikpresse zu tun hat, die gerne alles Mögliche als ‚gothic‘ bezeichnet, was dem ersten Anschein nach der Schwarzen Szene zuzuordnen ist.“

### Kommerzialisierung

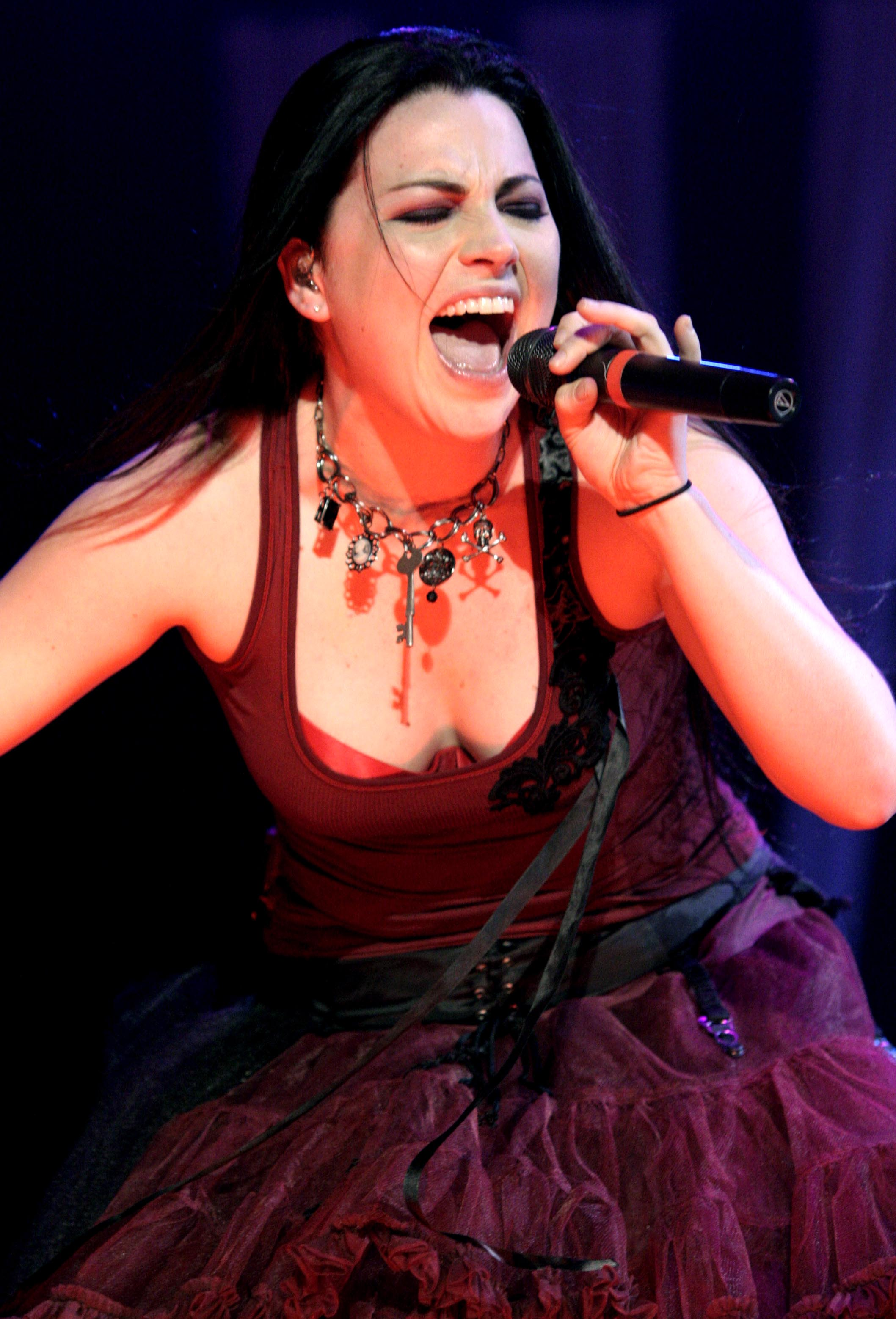
Ohne direkten Szenebezug wurde auch Evanescence als Bestandteil der Schwarzen Szene angepriesen und rezipiert

Spätestens zum Ende der 1990er Jahre setzte eine weitläufige Kommerzialisierung der Szene ein, welche insbesondere von den großen Szenemedien Orkus, Zillo und Sonic Seducer getragen wurde. Populäre Interpreten, welche in ihrem Auftreten der Schwarzen Szene zugerechnet wurden, schafften seit den 1990er Jahren den Sprung in die Chartspitzen. Neben den ohnehin seit den 1980er Jahren über die Szene hinaus populären Vertretern wie The Cure und Depeche Mode erreichten dies unter anderem The Prodigy 1996, Rammstein 1997, Witt 1998, HIM 1999, Marilyn Manson 2001 und mit mal mehr mal weniger verändertem Sound Wolfsheim 1998, Oomph! 2004 sowie Rammstein und Unheilig 2009.
Bis in die Mitte der 2000er Jahre wurden „die Inhalte der Schwarzen Szene aufgrund des Marktpotentials ihrer großen Gefolgschaft […] in der populären Musikkultur verwertet und verkamen zu oft nur noch zum marketing-technischen Bürgerschreck zum Anheben der Plattenverkäufe.“ Auch genrefremde Interpreten wie Lacuna Coil oder Evanescence, welche „stilistisch näher an Nu-Metal-Acts wie Korn beziehungsweise Linkin Park als an Vorbildern“ aus der Schwarzen Szene sind, wurden so als Teil der Szene vermarktet und von Teilen der Szene rezipiert.
Ein Höhepunkt dieser Kommerzialisierung und Vereinnahmung der deutschen Szene war der medienwirksame Versuch, in der Mitte der 2000er Jahre Interpreten wie die Castinggruppe Nu Pagadi oder die Popsängerin La Fee über ein entsprechendes Image und einige diesem Image angepasste Musikvideos als Bestandteil der Schwarzen Szene zu vermarkten. Einen weiteren Schritt in dieser Entwicklung vollzog das Pop-Projekt Unheilig mit einem szenetypischen Image und der musikalischen Hinwendung zum deutschen Schlager, welche dem Projekt um den Sänger Der Graf Erfolge auf nationaler Ebene bescherte. Noch vor dem großen Erfolg der Band, welcher spätestens nach dem Unheilig-Sieg beim Bundesvision Song Contest einsetzte, beklagten Szenegestalter wie Myk Jung und Michael Zöller die Hinwendung der Szene zum Schlager am Beispiel der Band.

### Interne Konflikte
Mit dem zunehmenden Anwachsen der Szene unter einer weitreichenden Vermengung der Musikstile wuchs die interne Kritik an der Entwicklung der Szene. Die Erfolge von der Szene zugerechneten oder als Szenebestandteil vermarkteten Interpreten trugen zu den Konflikten bei. Das schnelle Anwachsen der Szene ohne eine Auseinandersetzung neuer Szenegänger mit den Werten und Themata der Szene führt, so die Kritiker, zunehmend zu einem Verlust der Szene-Identität und Gemeinsamkeit zugunsten einer eindimensionalen Segregation. Bereits 1998 kritisierten Mitgestalter der Szene auf einer Podiumsdiskussion des Wave-Gotik-Treffens die zunehmende musikalische Öffnung der Szene, bei entsprechendem Image, sowie ein eklatantes Desinteresse an den sozialen und musikalischen Wurzeln und Zusammenhängen der Szene.

„Irgendein Schrott wird uns als neuer Trend verkauft, optische Hochglanzbands liefern minderwertige Leistungen ab. Die Musik von Bands wie Call oder Gothic Sex z. B. haben mit ihrem Image gar nichts zu tun. Das ist Rock der späten 70er Jahre mit Gothic-Klischees“

Im Jahr 2000 kritisierten im Rahmen des Sammelbandes Gothic! Die Szene in Deutschland aus der Sicht ihrer Macher mehrere bekannte Akteure der Szene die Entwicklung der Szene-Musik sowie ein mangelndes Bewusstsein hinsichtlich der Szene-Historie innerhalb der Szene selbst.
Der Partyaspekt der 1990er Jahre, welcher durch die Technobewegung und Spaßgesellschaft verkörpert und von der Schwarzen Szene ursprünglich abgelehnt wurde, floss in die Szene ein und wurde von Teilen der Szene vehement abgelehnt. Laut Sonic-Seducer-Mitarbeiterin Frauke Stöber stelle „die schwarze Szene zwar immer noch einen Gegenpol zum konformen Rest dar, hat [aber] doch den Geist der Neunziger in sich einverleibt.“

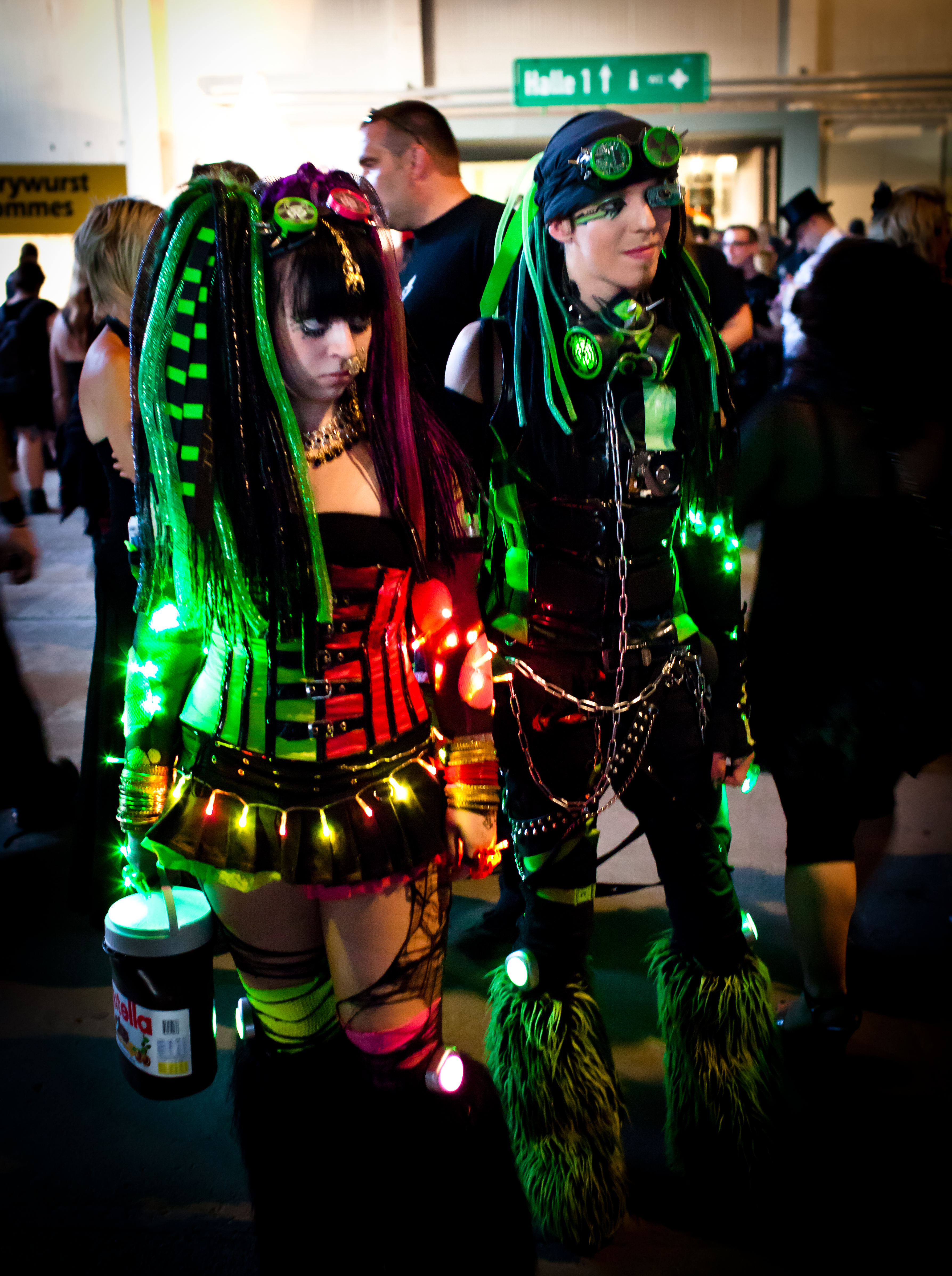
Insbesondere die mit der Cyber-Szene assoziierte Musik, aber auch der Habitus der Cyber kennzeichnet anhaltende interne Konflikte der Szene, welche bereits vor der Entstehung der Cyber-Szene vorhanden waren

Mit der zunehmenden Vermengung mit einst untypischen Musikstilen, jenseits des Post-Punk- und Post-Industrial-Spektrums, kam es zu verstärkter Kritik durch bisherige Gestalter und Rezipienten der Szene. Tilo Wolff beklagte 2005, dass sich die Szene von der ursprünglichen Bewegung entfernt habe und die Musik sich zu etwas Archaischem entwickelt habe, das mit seinen musikalischen Vorstellungen nicht vereinbar sei. Oswald Henke kritisiert 2010 den Verlust der einstigen Szeneidentität durch die Vermengung mit der Technoszene durch die als Cyber bezeichnete Strömung als „schwarzen Ballermann“ sowie die Konfrontation mit „schwarzem Schlager“.

„Bei vielen Events der letzten Monate beschlich mich immer mehr das Gefühl, die falsche Person am falschen Ort zu sein. […] Unheilig, Combichrist, Tumor und all die anderen sind also auch über unserer ‚schönen ewigen Insel‘ hereingebrochen. In Berlin haben wir aber noch ein anderes Problem: Den streng kommerziell arbeitenden Club K17, der mit Gratis-Events mit bis zu fünf Floors hier in den letzten Jahren viel Untergrundkultur kaputt gemacht hat und damit leider auch besagte Schrott-Bands massiv etabliert hat.“

Insbesondere mit der fälschlichen Vereinnahmung von Genrebegriffen und der Omnipräsenz der mit den neueren Strömungen assoziierten Musik wuchs das Bestreben anderer Szenegänger, sich von den neuen Entwicklungen abzugrenzen. Diese Entwicklung zeichnete sich bereits 2004 ab, als es zu Anti-Future-Pop-Veranstaltungen kam, und setzte sich in der Ablehnung von Aggrotech und Rhythm ’n’ Noise fort. Insbesondere die Gruppe der Cyber wurde von anderen Szenegängern aufgrund der von diesen rezipierten technoiden Musik abgelehnt.

### Separation und Stagnation
Den inneren Konflikten folgte zunehmend eine räumliche Abgrenzung der unterschiedlichen Szenegruppierungen, bis hin zu vollständigen „Absplitterungstendenzen“. Bis zum Jahr 2020 entspannte sich dies Verhältnis allerdings und insbesondere die merklich geschrumpfte Strömung der Cyber wurden zunehmend als Teil der Szene akzeptiert. Nach den 2000er Jahren blieben Weiterentwicklungen aus. Die Szene stagnierte kulturell und modisch.

## Erscheinungsbild der Szene
Die schwarze Farbe und ein an der Schwarzen Szene und deren Themen orientiertes Ästhetikbewusstsein prägt, insbesondere vor dem Hintergrund steter Selbstinszenierung, das Erscheinungsbild der Szene. Körperschmuck wie Piercingschmuck und Tätowierungen sind daher ebenso üblich wie körperbetonende Kleidung. Schmuck wird zumeist in Silber und Stahl getragen. Häufig beinhaltet Schmuck Tiersymbole in Form von Spinnen, Schlangen und Skorpionen sowie religiöse, mythologische und okkultistische Symbole. Hinzukommend sind Materialien wie Lack, Leder, Netz und Samt für die Szene typisch. Die Farbe Schwarz dominiert den Kleidungsstil der Szene, aber auch Kontraste sind mitunter üblich. Des Weiteren sind Kleidungsstücke, die eine betonte Androgynität ausstrahlen, wie beispielsweise Männerröcke, häufig anzutreffen. Das Erscheinungsbild von Kleidung und Schmuck reicht derweil von unauffällig dezent bis hin zu extravagant. So ist auch Epochenkleidung aus Barock, Rokoko, Jugendstil ebenso wie mittelalterliche Fantasykostüme und ähnliche Gesamtinszenierungen gelegentlich in der Szene anzutreffen. Modische Einflüsse der unterschiedlichen Strömungen, bis hin zu Alleinstellungsmerkmalen, wie jene der Cyberkultur oder des Steampunk, sind ebenfalls gängig. Die Schwarze Szene hat seit ihrer Entstehung „eine Palette von Gruppierungen bzw. Subszenen ausdifferenziert, was höchst unterschiedliche Abstufungen hinsichtlich Stil, innerer Kohäsion, Eigenständigkeit und Nähe zum idealtypischen Grufti-Stil hervorbringt.“

### Entwicklung der Szenemode
Die unterschiedlichen Strömungen der Schwarzen Szene beeinflussten sich in der gesamten Entwicklung der Szene häufig gegenseitig. Derweil es in den unterschiedlichen Zeitabschnitten stets dominante Stile und Stilelemente gab, wurden diese häufig eklektisch mit anderen aktuellen oder vergangenen Stilen kombiniert, wodurch die Szene nicht auf ein bestimmtes Erscheinungsbild zu reduzieren ist und das generelle Auftreten der Szene meist einer Mischform unterschiedlicher Stilelemente entspricht. Lediglich in der Dominanz der Farbe Schwarz lässt sich eine generelle Gemeinsamkeit feststellen. Die eingebrachten eigenständigen Modestile behielten, durch die Übernahme durch andere Splitterkulturen, gelegentlich über die Hochphasen der jeweiligen Musikstile hinaus Bestand. Die eigenen Stilelemente der Splitterkulturen sind ihren entsprechenden Darstellungen zu entnehmen.

#### 1980er

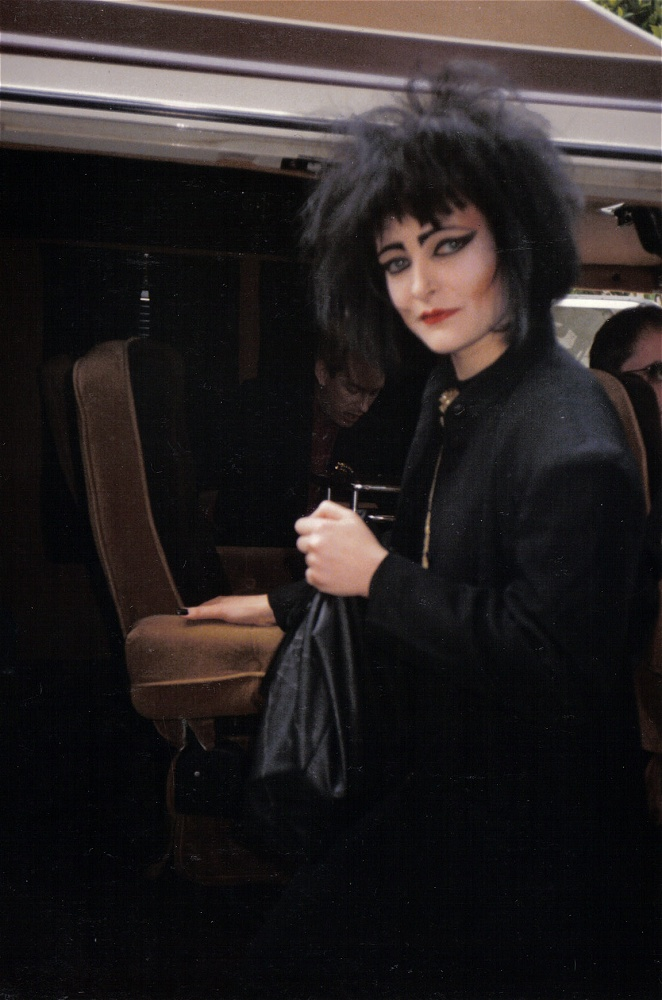
Siouxsie Sioux – Stilikone der frühen Gothic-Szene 1986

Die Schwarze Szene entstand zum Ende der 1980er Jahre aus dem Independent-Umfeld der 1980er Jahre mit diversen subkulturellen Gruppierungen, deren musikalischer Kern im Post-Punk, Post-Industrial und Dark Wave lag. In diesem ersten losen Netzwerk firmierten die Gothic-Szene, Waver, EBM-Anhänger, die Neofolk-Szene sowie Anhänger der unterschiedlichen Post-Industrial-Ausprägungen.
Die einzelnen Subkulturen brachten eigene modische Elemente in die übergeordnete Szene ein, welche als Alleinstellungsmerkmale der jeweiligen Gruppierungen galten. Während aus Martial Industrial, Post-Punk und Neofolk der Hang zu Uniformen und Tarnkleidung eingebracht wurde, wurden aus der EBM und dem Synthiepop unter anderem Flat, Tank Tops, Bomberjacken, Polohemden sowie Schnürstiefel (Doc Martens) eingebracht. Aus dem Post-Punk entstammten modische Elemente des Punk sowie erste Bondage-Elemente. Die Bandbreite der modischen Elemente der Gothic-Szene führte bereits in den 1980er Jahren in der entsprechenden Subszene zu separaten Splitterkulturen.
Insbesondere diese Splitterkulturen der Gothic-Szene erzeugten selbstständig Kleidungsstücke oder reisten zum Einkaufen nach London und vertrieben Kleidungsstücke über Fanzines untereinander. Am Punk angelehnte Bekleidung, jedoch ebenso eigenständige Kleidungsstücke wie Sarouel-Hosen und Accessoires wie ägyptischer Schmuck und eigenständige Frisuren oder Elemente aus Kleidungsstilen der Renaissance waren hier ebenso präsent wie an das Viktorianische Zeitalter oder an den Jugendstil angelehnte Kleidung. Dabei waren die jeweiligen Kleidungsstile nur selten in reiner Form anzutreffen. In der Regel handelte es sich um einzelne Kleidungskomponenten unterschiedlicher Epochen, welche miteinander kombiniert wurden.

#### 1990er

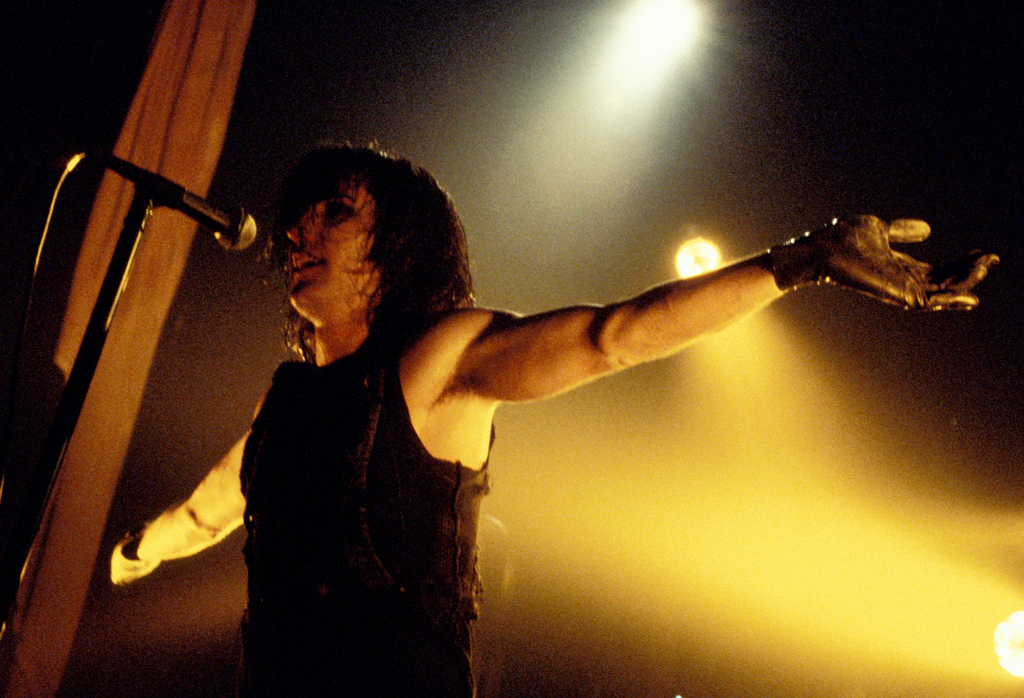
Trent Reznor, Stil- und Musikikone der Schwarzen Szene der 1990er, bei einem Auftritt 1991

Das zunehmende Wachstum der Schwarzen Szene ab dem Ende der 1980er Jahre, unter einem steigenden Einfluss einst szeneuntypischer Musikstile führte neben der musikalischen auch zu einer modischen Vermischung mit weiteren Szenen. So flossen modische Elemente aus der Fetisch- und BDSM-Szene, Alternative Rock, Metal und Mittelalter-Rock ein. Früher selten vorhandene Accessoires der Bondage- und Fetisch-Szene sowie Lack- und Latexkleidung nahmen verstärkt Einzug in die bis dahin eher auf Samt, Brokat sowie stellenweise Leder, Jeans, Stoff und Leinen ausgerichtete Szene. Aus dem Metal wurde insbesondere der Hang zu Bandshirts und Nieten aufgenommen. Auch aus dem Mittelalter-Rock flossen insbesondere mittelalterliche Schmuckstücke und Kilts, aber auch Accessoires wie Trinkhörner in die Szene ein. Eng verbunden mit dem Mittelalter-Rock wurden auch Teile der Rollenspieler-Szene, insbesondere der LARP-Szene, mit epochalen und fantastischen Gesamt-Kostümen zum Teil der Szenemode. Das gegenseitige Interesse von Mittelalterszene, LARP-Szene und Schwarzer Szene trifft sich in der ästhetischen Selbstinszenierung als Wikinger und Burgfräulein ebenso wie als Vampir, Zombie oder Werwolf.
Die Verbreitung der Mode wurde unterdessen durch Mailorderkataloge, die sich speziell der Szene widmeten (X-tra-X) oder die Szene mit versorgten (EMP), professionalisiert. In Ballungsräumen etablierten sich hinzukommend Geschäfte, welche sich ausschließlich oder überwiegend dem Szenepublikum widmeten. Insbesondere die Übernahme von mit der Szene assoziierten Stereotypen in Filmen, Fernsehserien und Musikvideos trugen zu einer breiteren Wahrnehmung modischer Elemente der Szene bei.
Körperbetonte Kleidung, Tätowierungen und Piercings etablierten sich ebenfalls in den 1990ern als Modeaccessoires. Insbesondere zur Akzeptanz des Piercings trug Keith Flint, Sänger und Tänzer der Band The Prodigy, maßgeblich bei. Einige weitere Interpreten des Alternative, vornehmlich des Alternative Rock und des Alternative Metal, präsentierten sich in Musikvideos durch Vertreter der Schwarzen Szene modisch und zum Teil auch musikalisch beeinflusst und brachten weitere Stilelemente in die Szene ein. Einstige Alleinstellungsmerkmale verschwammen unterdessen zusehends in einem allgemeinen Szeneauftreten eines breiten Szenepublikums, während jedoch parallel ebenso vereinzelte Splitterkulturen beständig blieben und sich zum Teil separierten.

#### 2000er

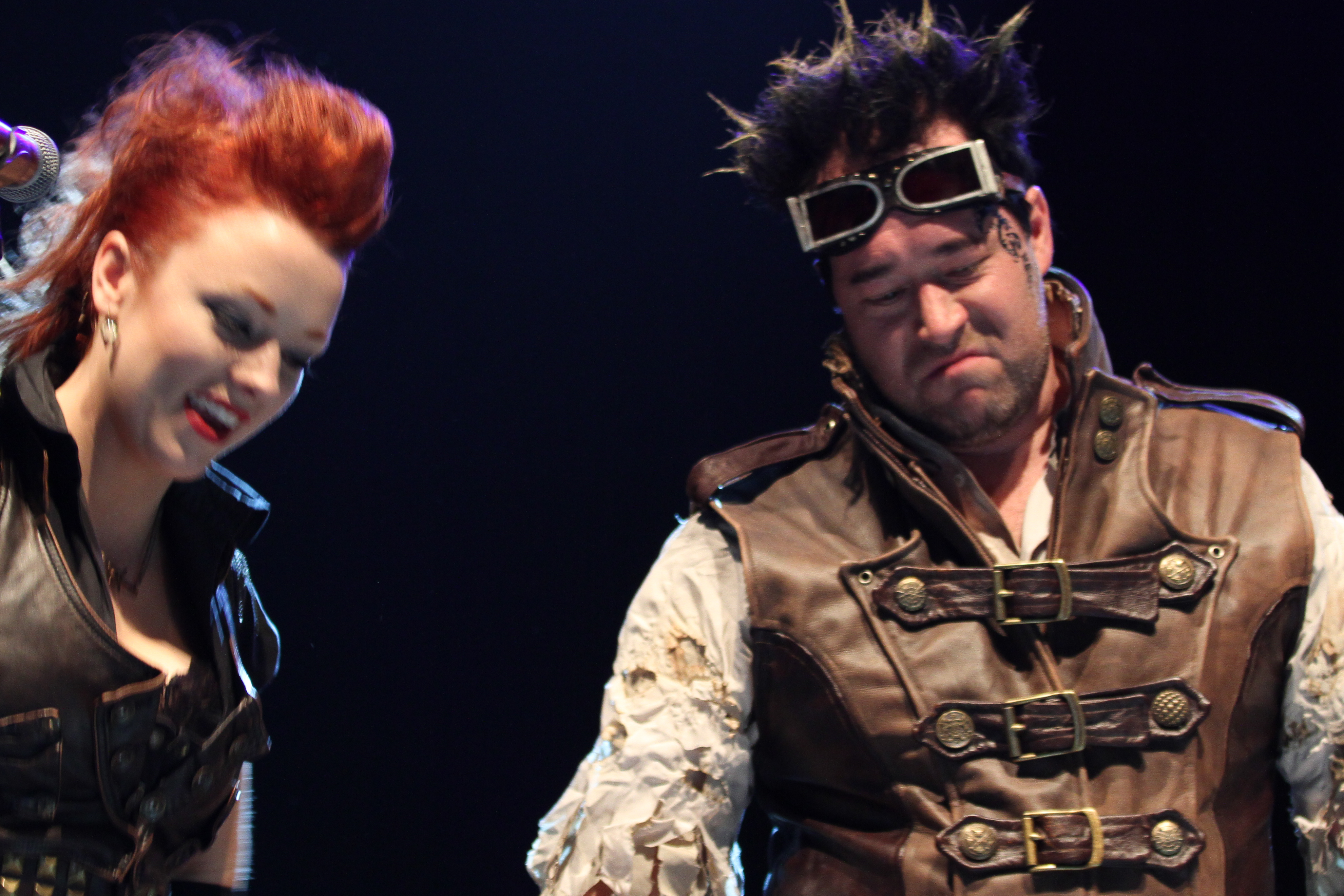
Modische Vertreter des Steampunk: die Band Abney Park

Die steigende Popularität der Szene zum Ende der 1990er und Beginn der 2000er Jahre führte neben einem Szene-Boom ebenso zu einer Übernahme modischer Elemente durch große Handelsketten wie H&M.
Im weiteren Verlauf der 2000er Jahre fassten weniger musikalische als modische subkulturelle Strömungen wie Visual Kei und Steampunk Fuß in der Schwarzen Szene. Modische Accessoires und einzelne Kleidungsstücke dieser eigenständigen Szenen sind ebenso anzutreffen wie vollständige Verkleidungen. Auch die, an der Technokultur der 1990er Jahre orientierte, jugendkulturelle Modeströmung der Cyber entwickelte sich nach dem Jahr 2000 im Club-Geschehen der Schwarzen Szene und brachte Stilelemente wie weit fallende Schlaghosen, UV-Lichter, Nylon-Shirts, enge Nylon-Steppwesten, Neopren-Jacken und Haarverlängerungen aus Plastik und Schaumstoff in die Szene ein. Nach den 2000er Jahren blieben Weiterentwicklung lange aus. Die Szene stagnierte kulturell und modisch.

### Allgemeines Szeneauftreten

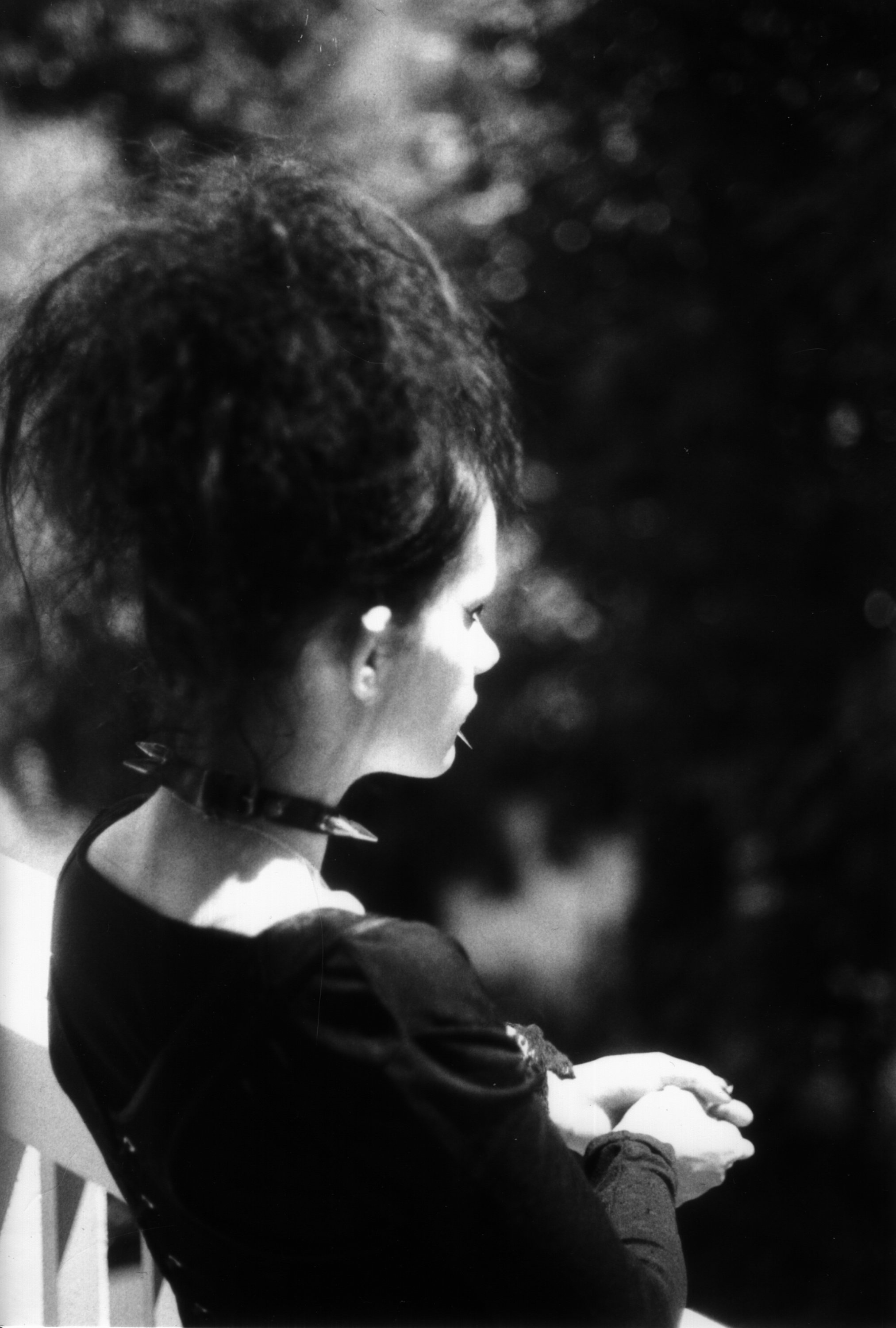
Hochgestecktes Haar, Samtkleid und Nietenhalsband
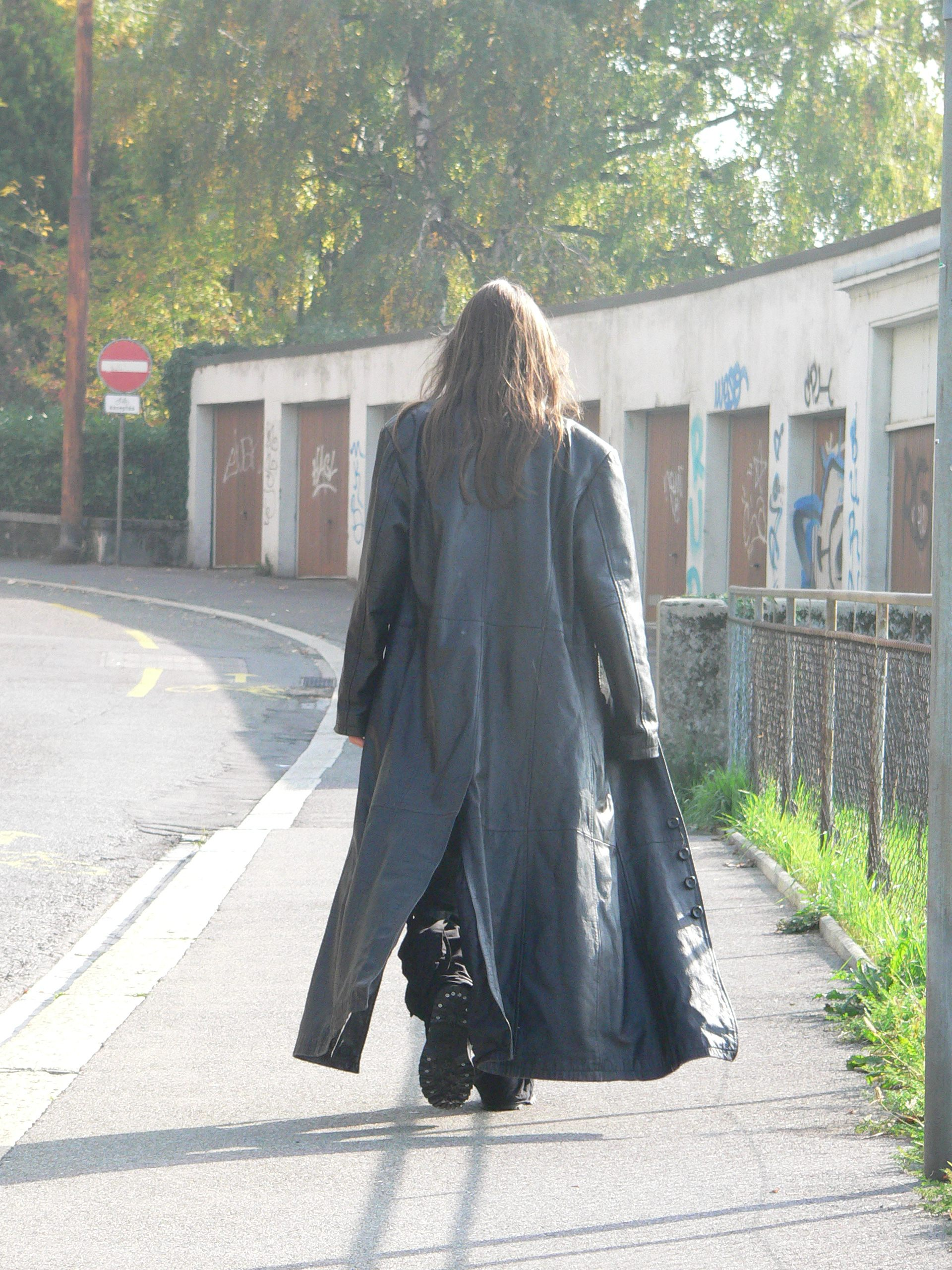
Ledermantel und Boots
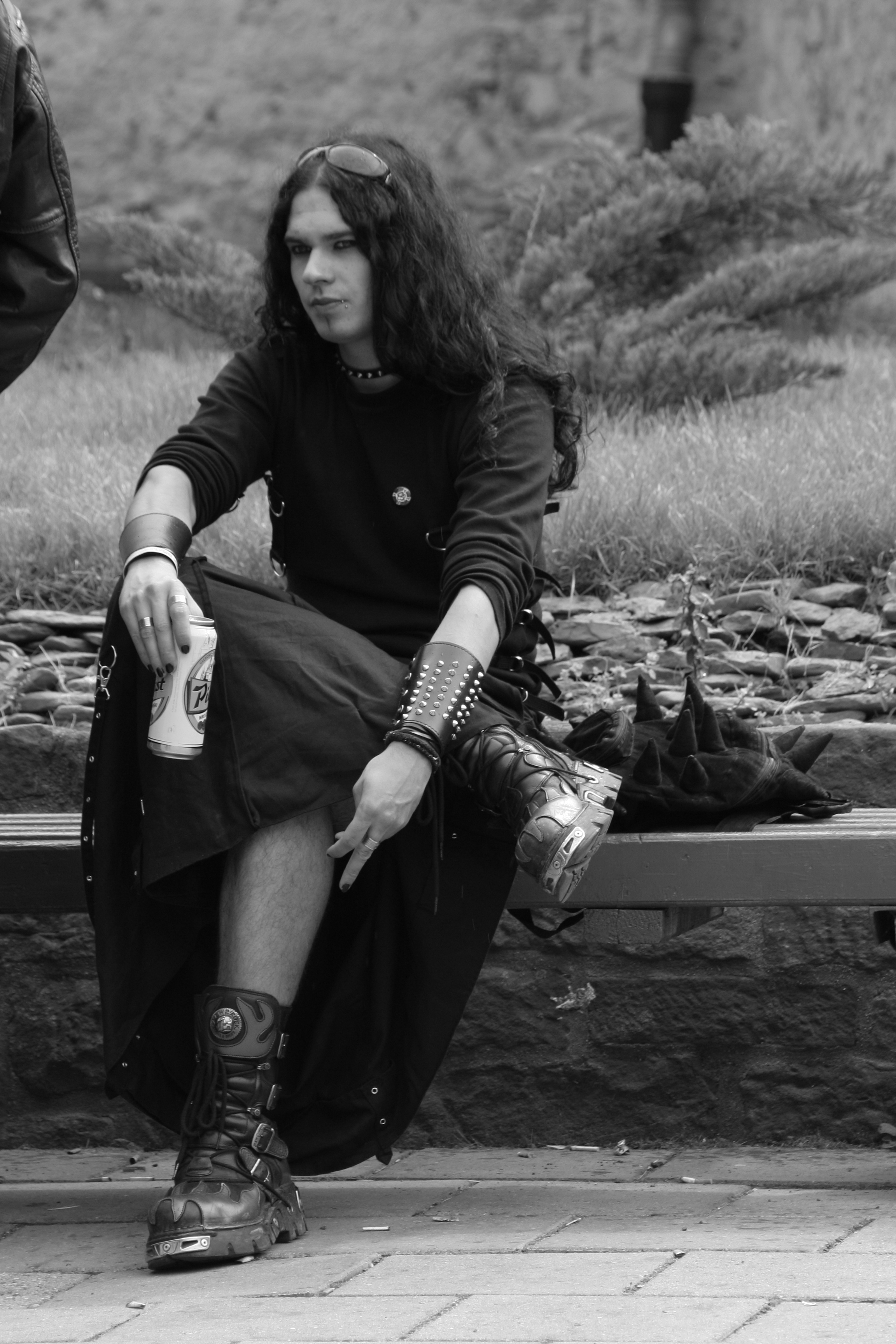
Nietenarmbänder und Männerrock
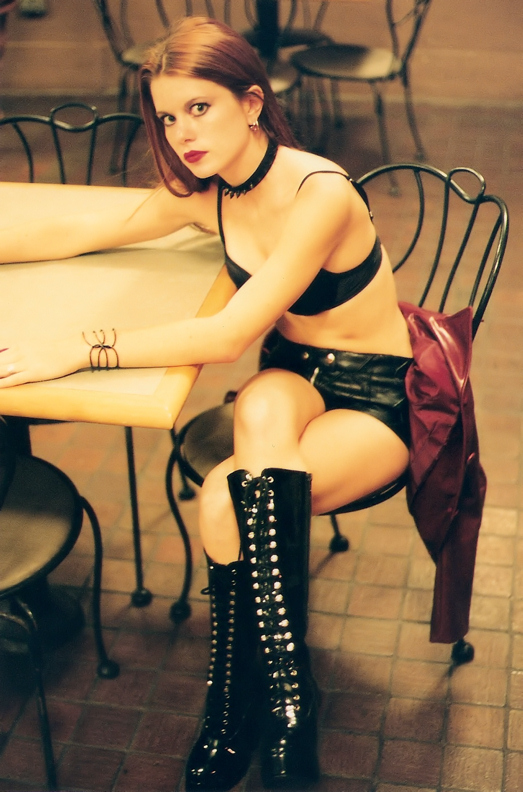
Shorts, Kniestiefel und BH
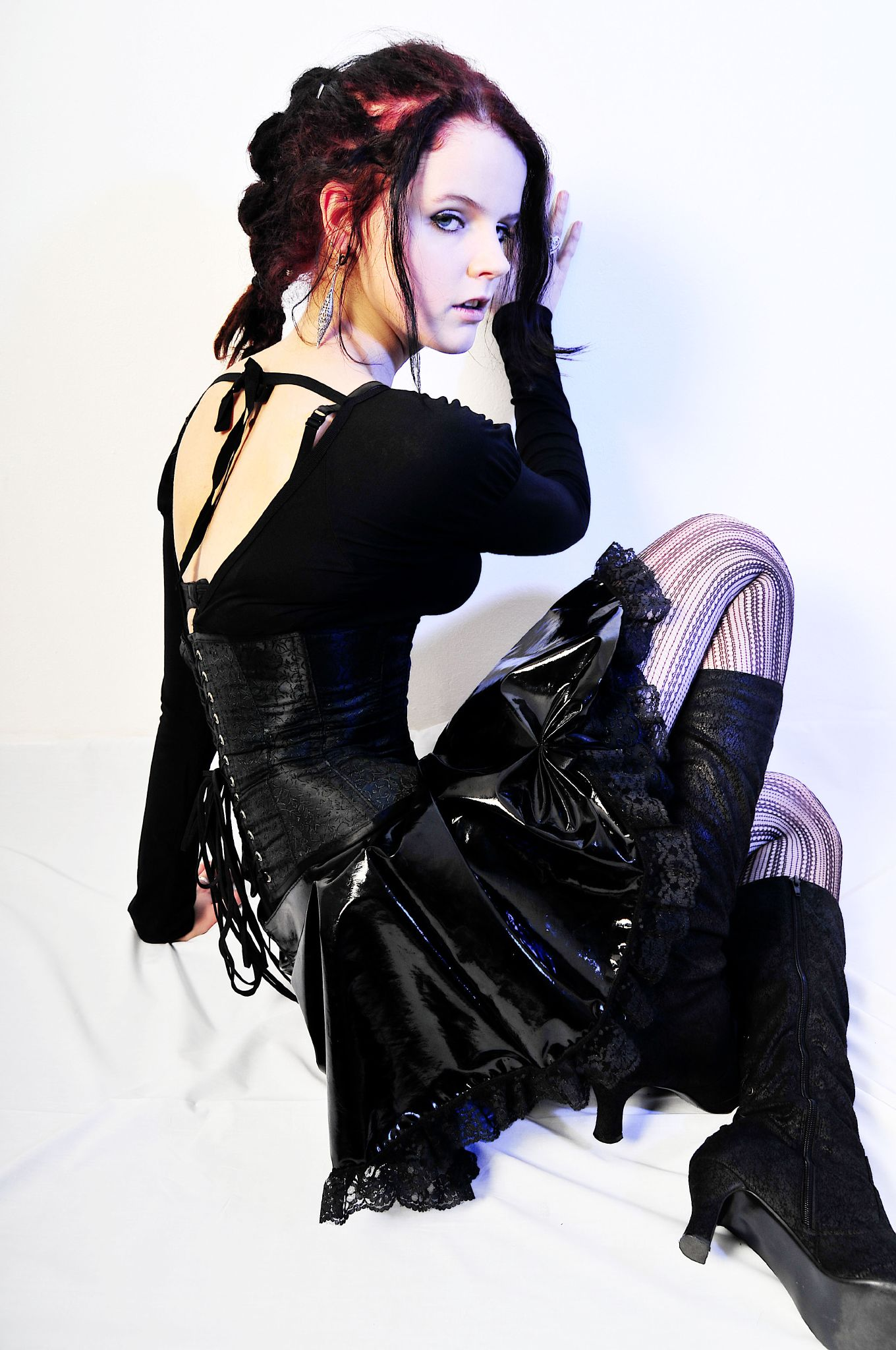
Lackrock und Samtcorsage
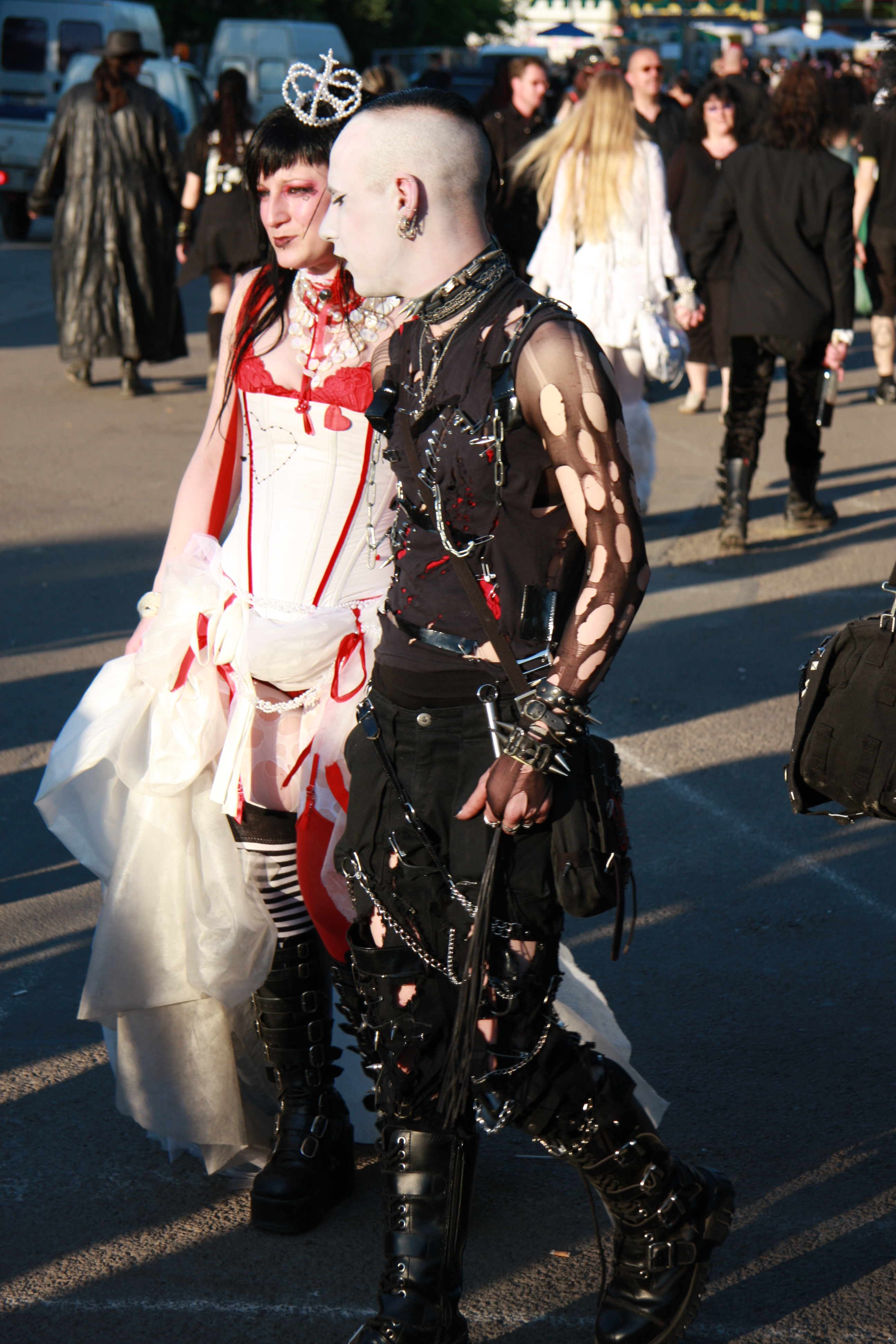
Bondage-Kleidung, Ketten und Nieten sowie farblich abgestimmte Kleidung und Schminke

### Auftreten unterschiedlicher Strömungen innerhalb der Szene

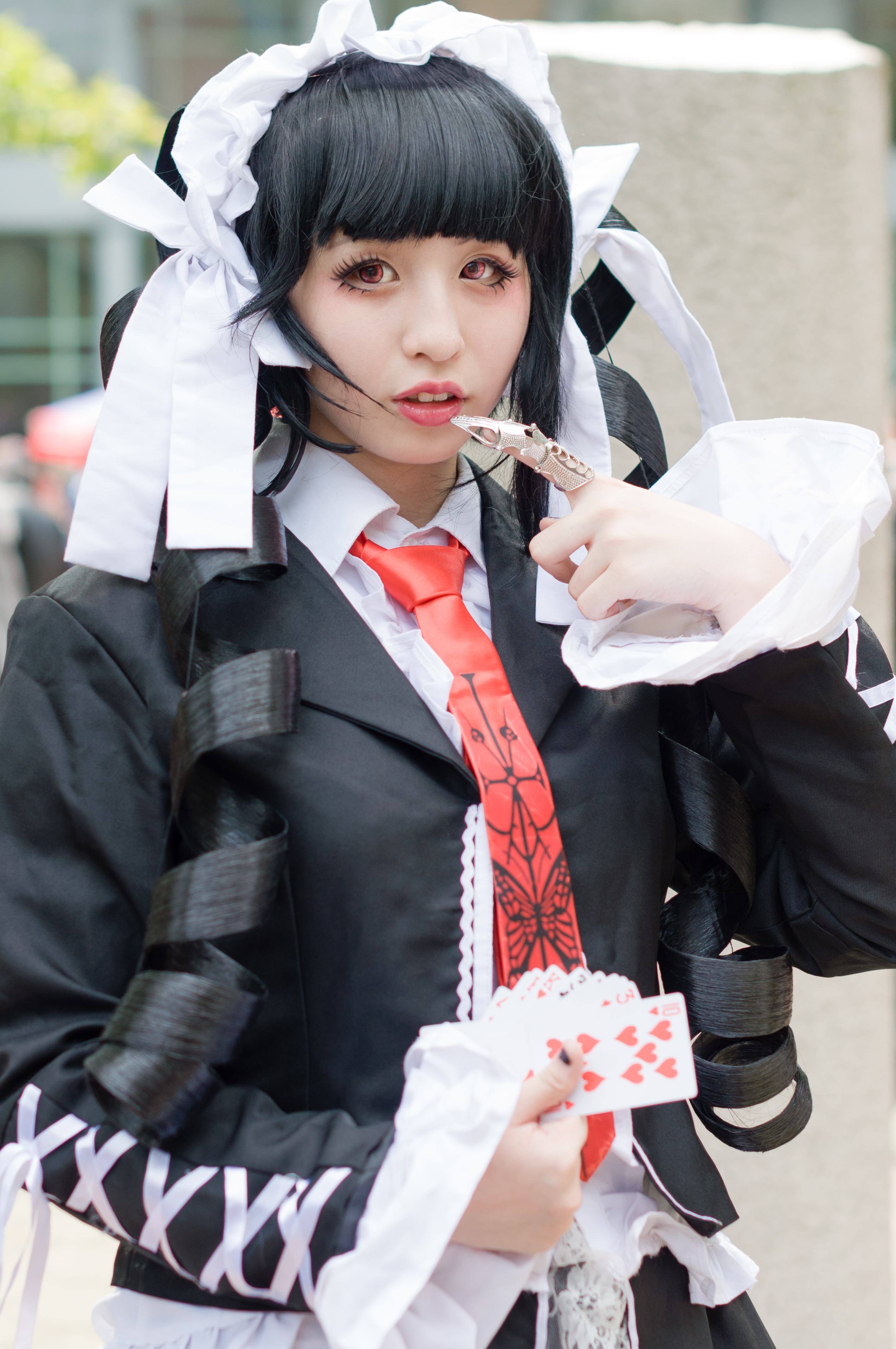
Dem Visual Kei entlehnte Lolita-Mode
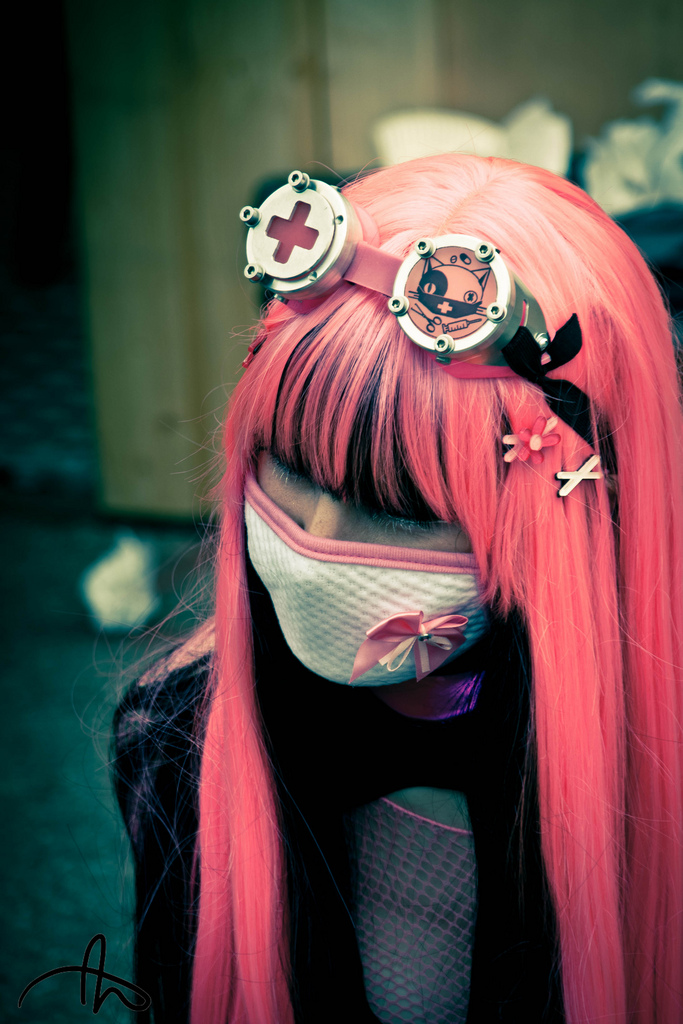
Cyber-Look mit Mundschutz und aufeinander abgestimmter Farbwahl
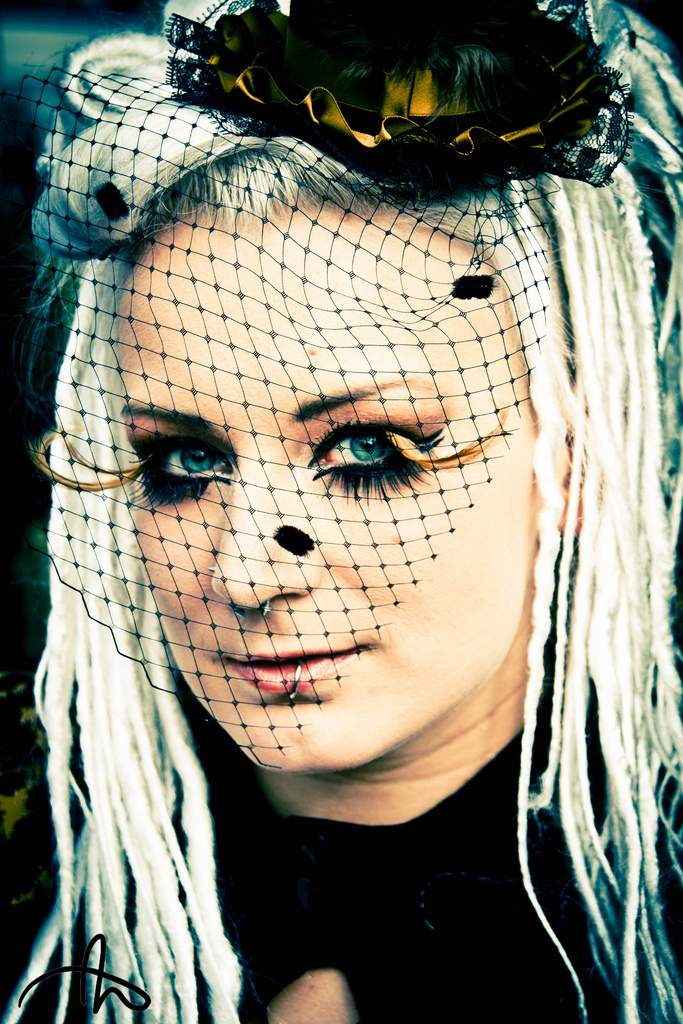
Romantik-Look
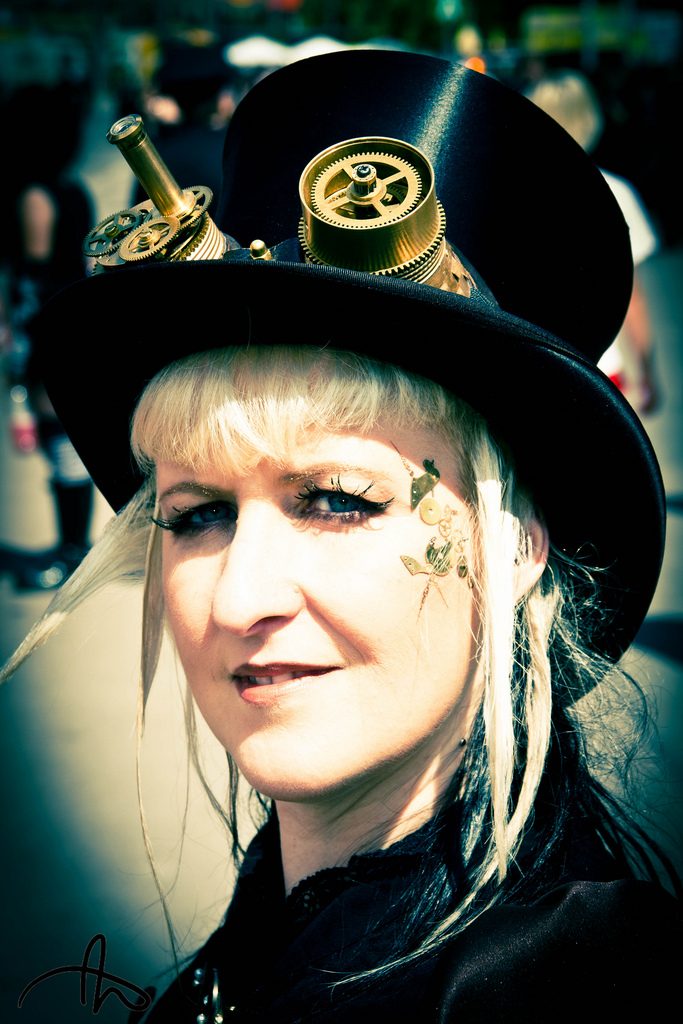
Steampunk-Look
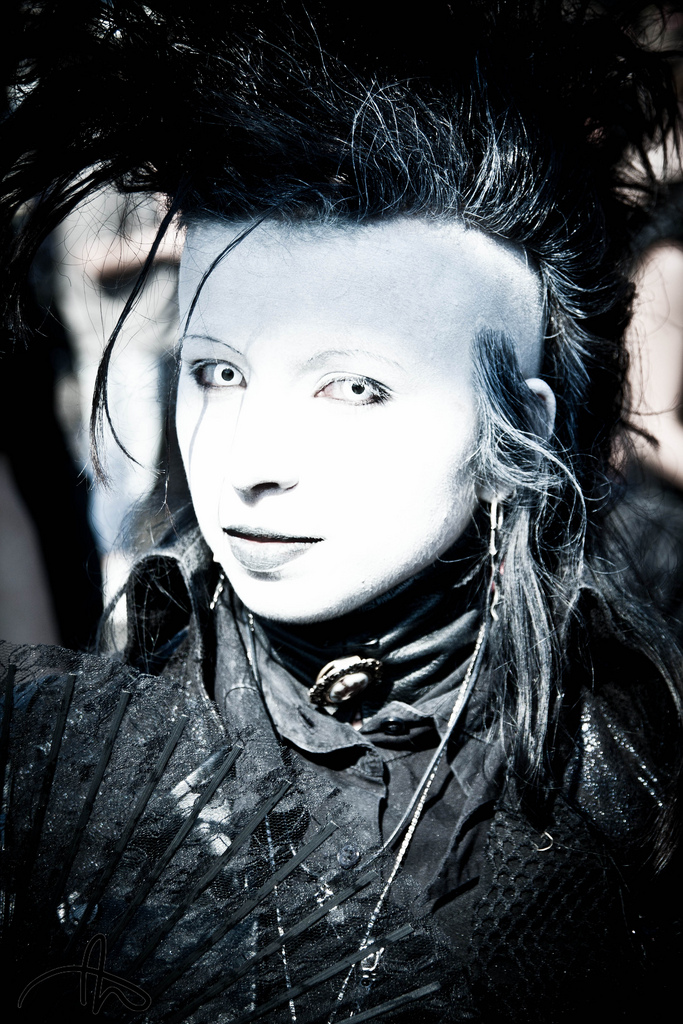
Grufti-Look
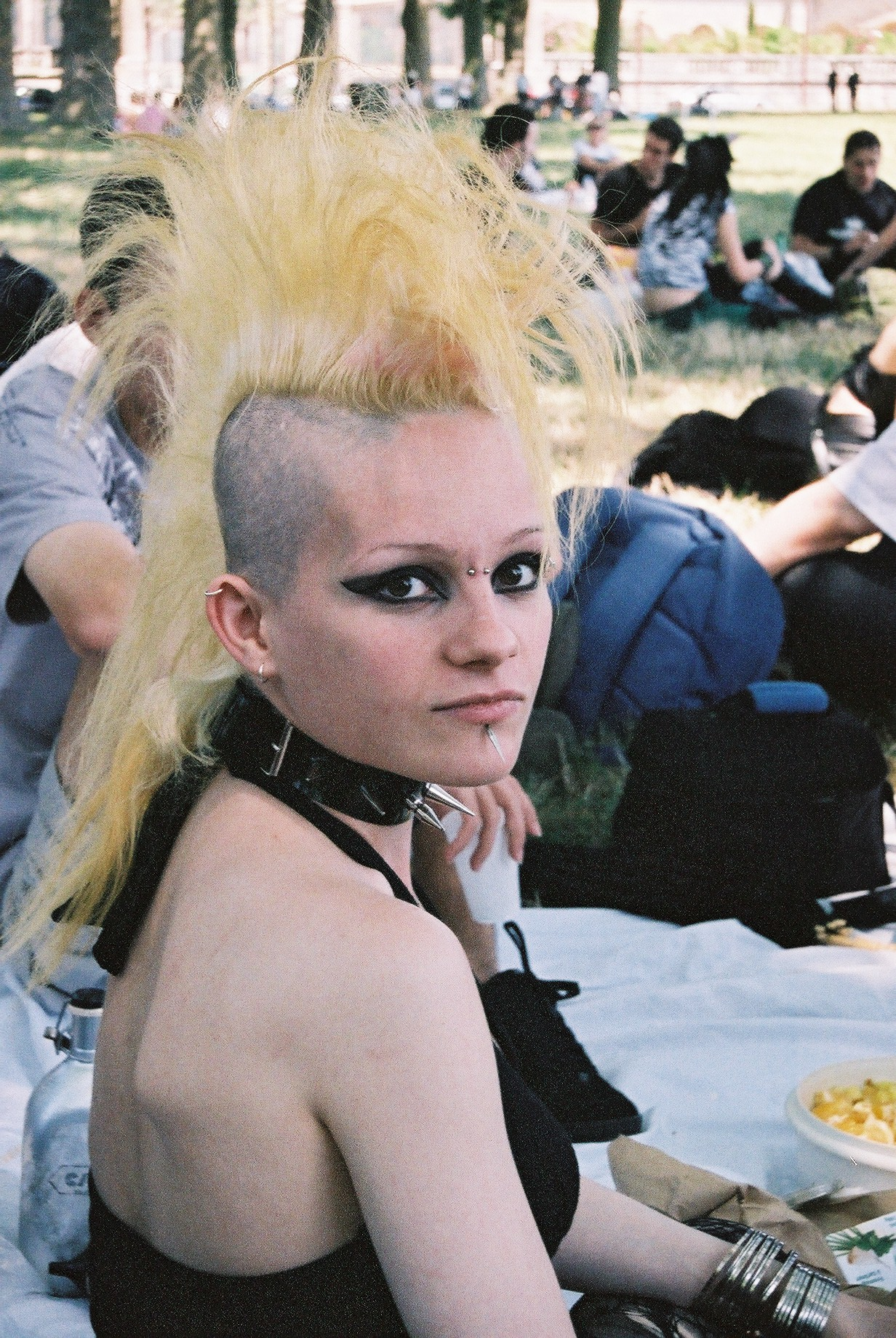
Gothic-Punk-Look
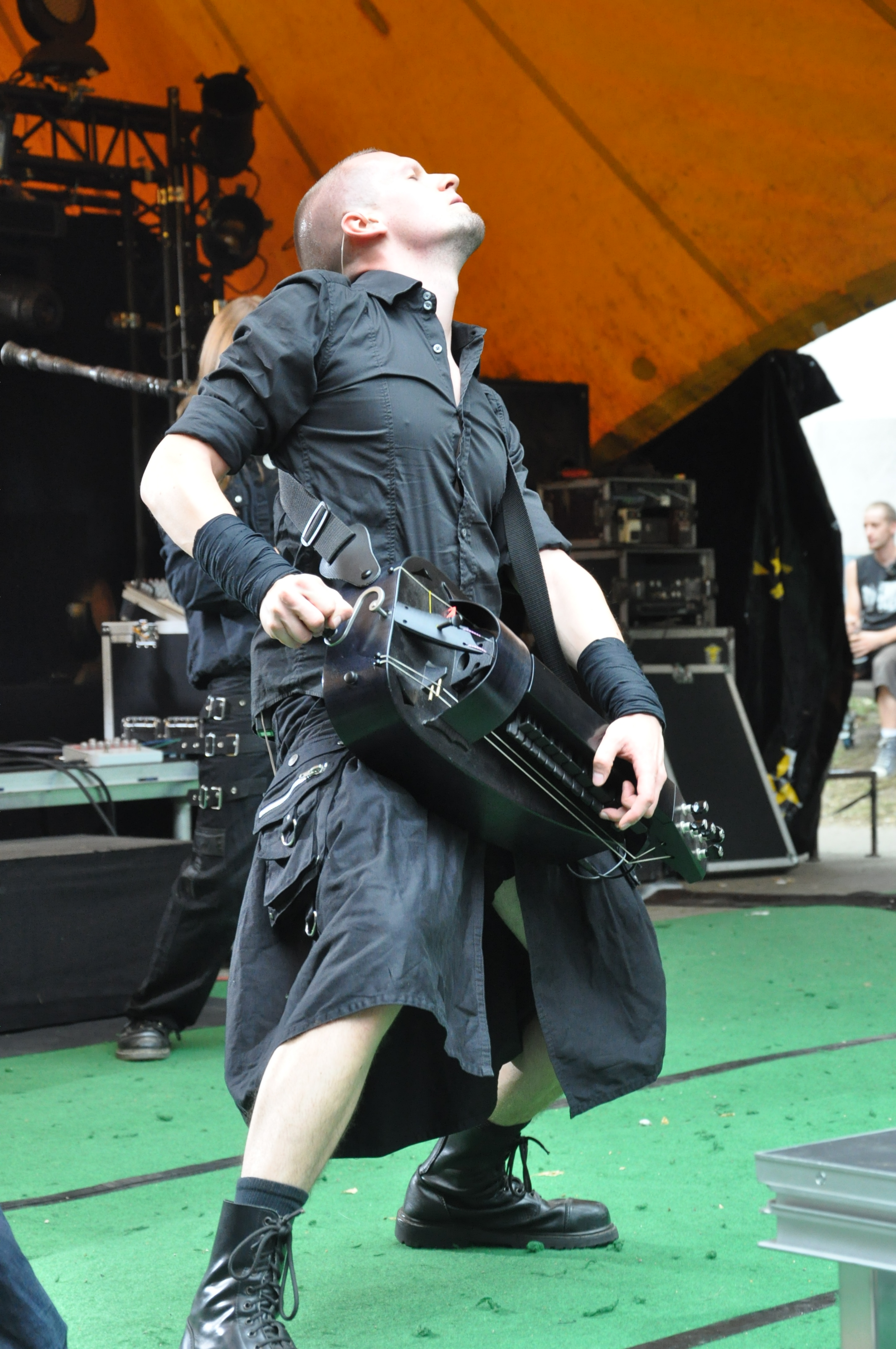
Ein Musiker von Nachtgeschrei im Mittelalterrock-Look mit modernisiertem Kilt
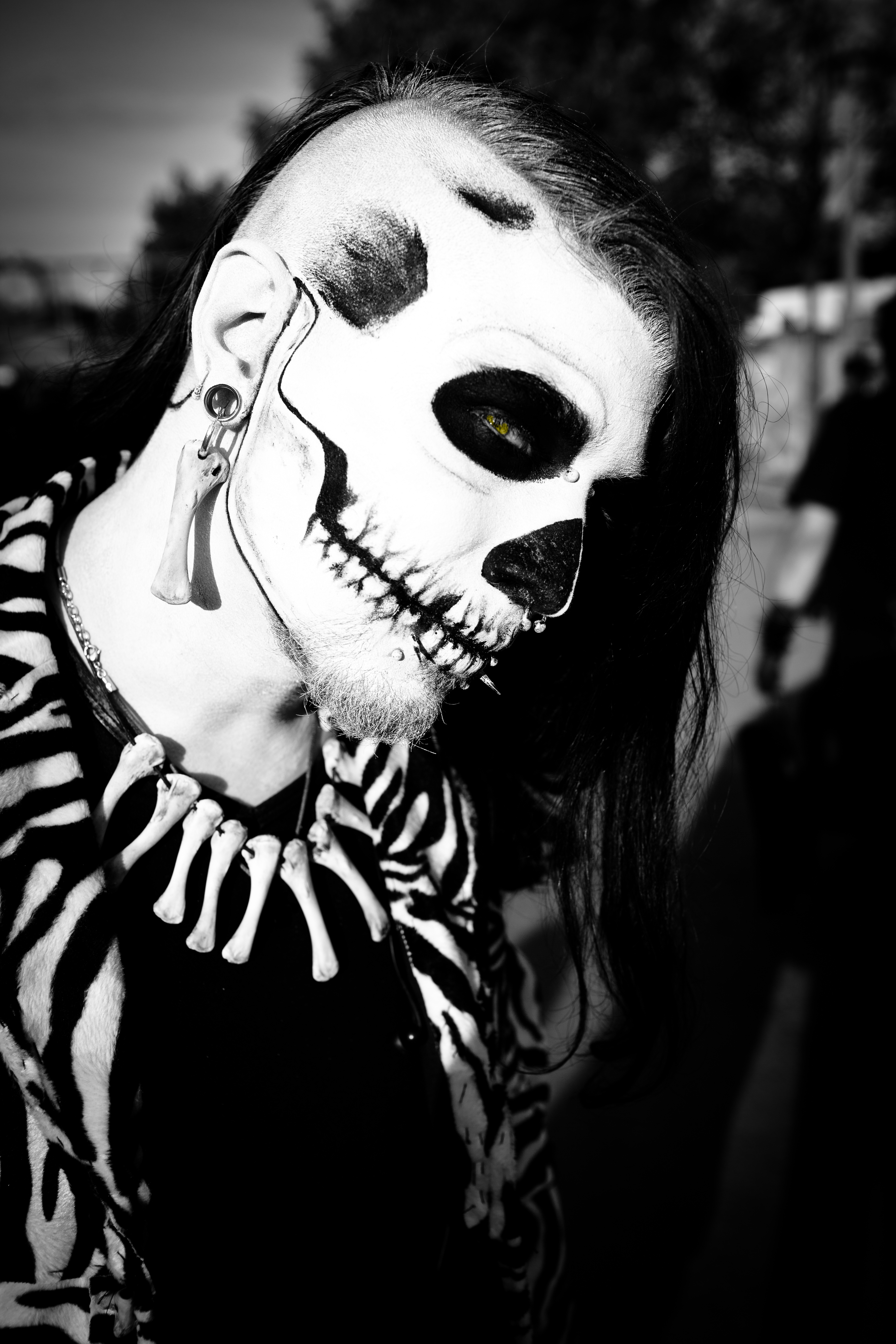
Horrorpunk-Look

## Politische Tendenzen
Die Schwarze Szene vertritt vornehmlich eine politisch passive Haltung. Nach Matzke ist die Szene von wertekonservativem Denken geprägt. Als Eckpunkte dieses Konservatismus nennt er die Skepsis gegenüber der Konsumgesellschaft, Zweifel an der Reformierbarkeit der Industriegesellschaft, den Hang zur Mystik und die passive Ablehnung der Moderne.
Alexander Nym nennt die Szene hingegen „grundsätzlich unpolitisch“ und verweist darauf, dass sich die Szenegänger „ungern belehren“ ließen. Der Anteil an politisch motivierten Personen ist daher gering. Da die Szene jedoch keine homogene Struktur besitzt und sich aus unterschiedlichen Jugendkulturen und Individualisten zusammensetzt, sind demzufolge divergente politische Tendenzen vorzufinden.

### Der Vorwurf des Rechtsextremismus
Über die äußeren Ränder der Neofolk- und Martial-Industrial-Szene, deren Angehörige eine eigenständige Subkultur bilden und keinen direkten Kontakt zur Gothic-Kultur pflegen, ergeben sich Berührungspunkte zwischen der Schwarzen Szene und der Neuen Rechten. Dabei bezeichnen Teile der Szene diese Berührungen sowie die Veröffentlichungen und Handlungen einzelner Akteure mit rechtem Hintergrund als einen Versuch der Unterwanderung. Diese versuchte Unterwanderung wird jedoch als globaleres Phänomen wahrgenommen, das sich ebenso in anderen Subkulturen wiederfindet und nicht auf die Schwarze Szene beschränkt ist.
Die Debatten um eine mögliche Einflussnahme durch Rechtsradikale wurde überwiegend in den 1990er Jahren geführt. Gemeinsame Interessen zwischen Rechtsradikalen und der Schwarzen Szene fanden sich insbesondere in esoterischen, mythischen und historischen Themen. Hinzukommend boten das Interesse an Tabubrüchen und der Wille zur Provokation die Möglichkeit zur Auseinandersetzung. Die verallgemeinernde Stigmatisierung der Szene als neue rechtsradikale Bewegung geisterte zwar gelegentlich durch die Presse, wurde jedoch selbst von linken Beobachtern abgelehnt:

„[T]rotz des vorwiegend düsteren Bildes einer düsteren Szene wäre es Blödsinn, nun die gesamte Szene in die rechtsextreme Ecke zu stellen. Solche Reaktionen seien dem Bayrischen Rundfunk und der Katholischen Kirche überlassen.“

Hinzukommend bildeten sich zügig Gegeninitiativen wie die „Gruftis gegen Rechts“ oder „Schwarz statt Braun“. Die breite Masse der Szene verblieb unbeeindruckt von den Bemühungen um die eigene Szene und gebarte sich betont individualistisch. Nach der Jahrtausendwende ebbte das Interesse, nachdem sich die Neue Rechte nicht in der Szene etablieren konnte, zusehends ab. Vielmehr konnte die Neue Rechte nur auf „dieselben rechten Vertreter der Schwarzen Szene in Artikeln und Rezensionen“ rekurrieren. „Trotz der theoretischen Affinitäten konnten sie ausschließlich die Kontakte zu rechten Musikern und Autoren aktivieren.“

#### Zillound dieJunge Freiheit
Alfred Schobert analysierte den ersten Skandal einer aufkeimenden Verbindung für die Zeitschrift Spex 1996. Er griff die Empörung des Labels Strange Ways Records über Kooperationen des Szenemagazins Zillo mit der neurechten Zeitung Junge Freiheit in Form von Werbeanzeigen der Jungen Freiheit im Zillo und des gemeinsamen Autors Peter Boßdorf auf. Schobert erläutert derweil ebenfalls die Grundlage einer möglichen Annäherung zwischen der Szene und der Neuen Rechten:

„Die Gier nach dem Geheimnisvollen, nach dem nur Eingeweihten zugänglichen, also esoterischen Wissen und die Sehnsucht nach verborgenem Sinn bilden die Struktur, die die Gruft-Szene für die ‚Neue Rechte‘ attraktiv macht.“

Schobert ergänzt jedoch, dass die angebliche Radikalisierung der gesamten Schwarzen Szene eher als ein gefährliches, weil Identifikation schaffendes Pressekonstrukt zu verstehen sei. Die Berührungspunkte zwischen Neuer Rechter und Schwarzer Szene hätten dennoch weiterhin Bestand, was wiederum Konfliktstoff mit der Antifa-Szene bietet. 2007 kam es auf dem Wave-Gotik-Treffen zu einer gewalttätigen Auseinandersetzung zwischen Antifa-Aktivisten und Anhängern der Szene, bei der ein Szene-Angehöriger am Hinterkopf verletzt wurde.

#### VAWS und Josef Maria Klumb
Als eine wichtige Instanz in der Diskussion um eine mögliche Einflussnahme von rechts wird der Verlag VAWS gesehen, welcher Mitte der 1990er die vom Verfassungsschutz als rechtsextremistisch eingestuften Unabhängigen Nachrichten verlegte und diverse Bücher des Rechtesoterikers Jan Udo Holey im Verlagsprogramm führt. Laut Schobert fällt der VAWS als rechter Versandhändler durch sein Musik-Programm auf. „Während andere rechte Versandhäuser Tonträger für Wehrmachtsnostalgiker, Heimattümler und Glatzen anbieten, sucht VAWS auch Kundschaft in der Dark-Wave-Szene.“
Der VAWS gab im Mai 1994 das kostenlose 16-seitige DIN-A-4-Hochglanzblatt Undercover heraus. Undercover präsentierte augenscheinlich unpolitische Bands, Veranstaltungen und Freizeitmöglichkeiten, die sich vornehmlich der Schwarzen Szene zuwandten. Hinzukommend schaltete der Verlagsinhaber Werner Symanek Mailorder-Anzeigen in Musikmagazinen wie Sub Line. Mit der bestellten Ware erhielt man jedoch auch Propagandamaterial des rechtsradikalen Unabhängigen Freundeskreises. Noch im selben Jahr wurde VAWS deshalb zum Thema in der Szene. Zeitschriften und Label wurden von Fans verständigt und reagierten zumeist mit einem Boykott gegenüber den Werbeanzeigen und Label wie Gymnastic Records mit dem Stopp der Belieferung des VAWS. Noch im selben Jahr begann VAWS damit, eigene Interpreten zu verlegen, die ebenfalls die Schwarze Szene bedienen sollten. Als erstes erschien das Album Inception der weitestgehend unbekannten Electro-Wave-Formation Experience of Nation. Zwei Jahre später arrangierte der über Aussagen zu einer zionistischen Weltverschwörung mittlerweile selbst in die Kritik geratene Josef Maria Klumb einen der Propagandaregisseurin Leni Riefenstahl gewidmeten Sampler. Der bereits in diversen Bands und Projekten aktive und in der Schwarzen Szene bekannte Klumb musste auf Druck der Plattenfirma Sony BMG die NDH-Band Weissglut 1999 verlassen. Weitere Projekte, wie die Dark-Wave-Bands Forthcoming Fire und Von Thronstahl, ließ er anschließend über VAWS und sein eigenes Label Fasci-Nation verlegen, wodurch Klumb und seine Musik zunehmend aus dem Blickfeld der breiten Masse der Schwarzen Szene verschwanden. 1998 veröffentlichte VAWS die erste nicht selbst vertriebene Maxi-CD des Rhythm-and-Noise-Projektes Feindflug I./ST.G.3. Feindflug, die spätestens 1999 mit der Maxi-CD Im Visier in der Szene bekannt wurden, distanzierten sich später von der politischen Ausrichtung des Labels und erklärten, nichts von der Ideologie der Firma gewusst zu haben.
Der VAWS gab seine Bemühungen um die Szene trotz wachsender Widerstände nicht auf. Sowohl 2004 als auch 2010 versuchten Werner Symanek und sein VAWS, Festivalveranstaltungen zu organisieren, welche 2004 am Widerstand der Szene aus Österreich, gegen das VAWS-Festival „Heiliges Österreich“, und 2010 am Widerstand aus dem Ruhrgebiet, gegenüber dem „Independent Ruhr Festival“, scheiterten und abgesagt wurden.

#### Martial Industrial und Neofolk

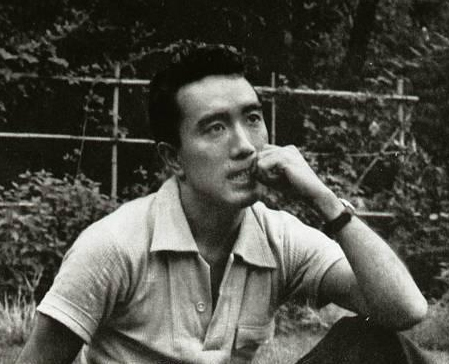
Auch der nationalistische Japaner Yukio Mishima gilt als wichtiger Einfluss auf die Neofolk-Szene

In der Schwarzen Szene selbst wurden vor allem Martial Industrial und Neofolk seit den 1990er Jahren wiederholt im Hinblick auf eine Einflussnahme von rechts thematisiert. Beide Stile decken Themen ab, welche in einem rechtsradikalen Kontext interpretiert werden können. Die Kriegsthematik, Militärlook und oft genutzte Leni-Riefenstahl-Ästhetik im Martial Industrial und den zumeist esoterischen und völkischen Inhalten des Neofolk bieten eine entsprechende Projektionsfläche, die zum Teil von Vertretern der Neuen Rechten gefüllt und genutzt wurde. Bei vielen Bands und Projekten gestaltet sich die politische Einstufung abschließend schwieriger. Insbesondere die Neofolk-Bands Death in June, Blood Axis und Sol Invictus wurden lange in der Szene, ohne abschließende Erkenntnis, kontrovers diskutiert.
Die Gestaltung von Tonträgern in NS-Ästhetik, die Vertonung des Horst-Wessel-Liedes und die Benutzung eines variierten SS-Totenkopfes als Bandsymbol brachten Death in June wiederholt in die Diskussion und Kritik. Der Effekt einer Vereinnahmung von rechts ließ sich dennoch beobachten, auch ohne die Intention der Projekte letztendlich klären zu können, schilderte beispielsweise die ehemalige Autorin der Jungen Freiheit Gerlinde Gronow ihre Hinwendung zur rechten Szene in Anlehnung an entsprechende Bands.

„Ich […] stamme selbst aus der Wave-Szene – Stichwort Death In June, Sol Invictus, NON. Dadurch wurde ich auf Autoren wie Evola, D’Annunzio, Ernst Jünger aufmerksam. Obwohl ich mich diesen Bands und Schriftstellern ursprünglich kritisch näherte, wurde ich nach und nach durch die unleugbare Faszination die von dieser Welt ausgeht, ästhetisch so gleichgeschaltet, daß mir der Schritt zur Jungen Freiheit irgendwann als ganz natürliche Konsequenz erschien.“

Neben den von Gronow genannten Autoren stellt der homosexuelle japanische Schriftsteller und nationalistisch politische Aktivist Yukio Mishima einen bedeutsamen intertextuellen Einfluss im Neofolk dar.
Auch Michael Moynihan und sein Bandprojekt Blood Axis werden oft einer neuheidnisch-esoterischen, rechten Gegenkultur mit Bezugspunkten zu Positionen der Neuen Rechten und faschistischer Ideologie zugeordnet, einer Szene, der sich Moynihan zumindest zeitweise ausdrücklich verbunden fühlte.

“I respect many of the ideas of the ‘New Right’ and the Third Position. The people I met who are involved with these groups (Junge Freiheit, Orion, Aurora, The Scorpion, Vouloir, Lutte du Peuple…) are all exceptionally intelligent and open-minded. I hope they continue to gain influence for Europe’s future.”

In der Diskussion um die mögliche rechtsextremistische Ausrichtung von Interpreten wie Death in June, Blood Axis oder Sol Invictus wird von den Fürsprechern der Interpreten oft die These vertreten, dass es sich um gewollte Provokationen, inszenierte Tabubrüche oder künstlerische Umsetzungen der Kritik eines Alltagsfaschismus handele. Auch die Sängerin Gitane Demone vertrat im Gespräch mit der Organisation Gruftis gegen Rechts diese These.
Mittlerweile lassen sich diese Musikstile und deren Anhänger in der Schwarzen Szene nur noch peripher ausmachen, entsprechend ist die Diskussion um die politische Ausrichtung der Neofolk-Szene eher zu einer Randbemerkung geworden.

#### Provokation und Tabubruch

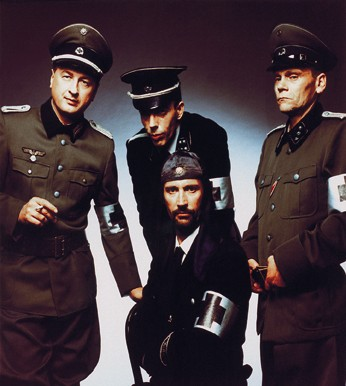
Laibach in Uniformen und mit Armbinden des NSK-Staates

In der Szene kommt es gelegentlich zum provokanten Spiel mit nationalsozialistischen Elementen. Die einstigen Initiatoren der ersten musikalischen Welle hatten bereits damit begonnen. 1976 zu ihrem ersten Auftritt beim 100-Club-Festival, zu welchem sich Siouxsie and the Banshees, damals noch eine Punk-Band, überhaupt erst gegründet hatten, trug Siouxsie Sioux eine Hakenkreuz-Armbinde.
Ein Jahr später eröffnete Bernard Sumner einen Auftritt der ebenfalls aus dem Punk stammenden Band Joy Division, im Vorprogramm der Buzzcocks, mit den Worten „Erinnert ihr euch an Rudolf Heß?“. Joy Division, die sich nach einer fiktiven Abteilung von Zwangsprostituierten aus dem KZ-Roman The House of Dolls benannt hatten, wussten um die Möglichkeit, mit solchen Äußerungen zu polarisieren, und brachten sich so ins Gespräch. Im Juni 1978 legten sie mit der EP An Ideal for Living, auf deren Cover, nebst Schriftzug in gebrochener Schrift, ein von Bernard Sumner gezeichneter Hitlerjunge eine Trommel schlägt, nach.
Seither erscheint das provozierende Spiel mit nationalsozialistischen Symbolen sowie die Beschäftigung mit dem Thema Faschismus in der Szene in immer neuen Facetten. Diese Auseinandersetzung nimmt unterschiedliche Formen an; während die Martial-Industrial-Band Laibach mit parodierenden und überstilisierenden Auseinandersetzungen mit faschistischen Inhalten und Symbolen zur Diskussion und Reflexion der Popkultur anregen will, kokettierten Rammstein und Joachim Witt mit den Videos zu Stripped beziehungsweise Die Flut mit einer Ästhetik, die sonst dem Martial Industrial und Neofolk zu eigen ist, erreichten damit jedoch ein weit größeres Publikum. Während Rammstein sich dabei direkt auf Leni Riefenstahl bezogen, orientierte sich das Musikvideo zu Die Flut an Sergei Michailowitsch Eisenstein, bietet jedoch ebenso wie Stripped deutliche Anknüpfungspunkte an eine faschistoide Ästhetik.
Andere Interpreten der Szene wie beispielsweise Marilyn Manson oder Untoten nutzten und nutzen weniger thematisiert faschistoide Symbole in ihrer Selbstdarstellung. Die stetige Provokation, Anregung zur Diskussion und der Wille zum Tabubruch im Hinblick auf faschistoide Symbole und Inhalte machen die Szene weiterhin zur Zielscheibe antifaschistischer Organisationen.

Die Flagge der British Union of Fascists benutzte Marilyn Manson in abgeänderter Form zur Gestaltung des Albums Antichrist Superstar
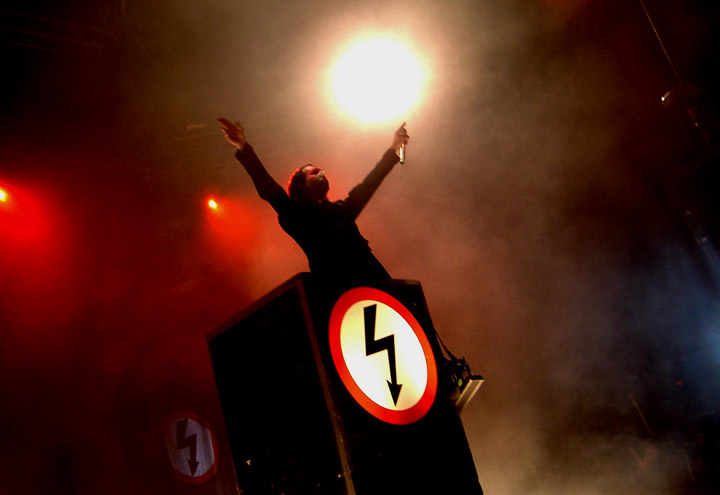
Marilyn Manson gestaltete hinzukommend Bühnenbilder im Stil des Symbols
Das Symbol der Hird, einer paramilitärischen Wehrorganisation der norwegischen Nasjonal Samling, ist in leicht veränderter Form seit 1999 Teil des Namensschriftzuges der Band Untoten
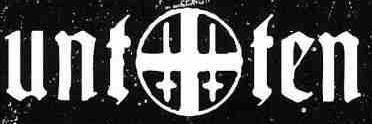
Der Namensschriftzug der Band Untoten
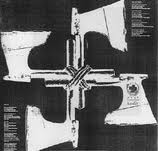
Laibach designte ihr Album Opus Dei mit einer aus Äxten zusammengesetzten Swastika, die ursprünglich von John Heartfield stammt
Laibach, Death in June und weitere Interpreten nutzten das Symbol der SS-Division Totenkopf

### Antifaschistische Stellungnahmen

#### 1. Dark-X-Mas-Festival 1992

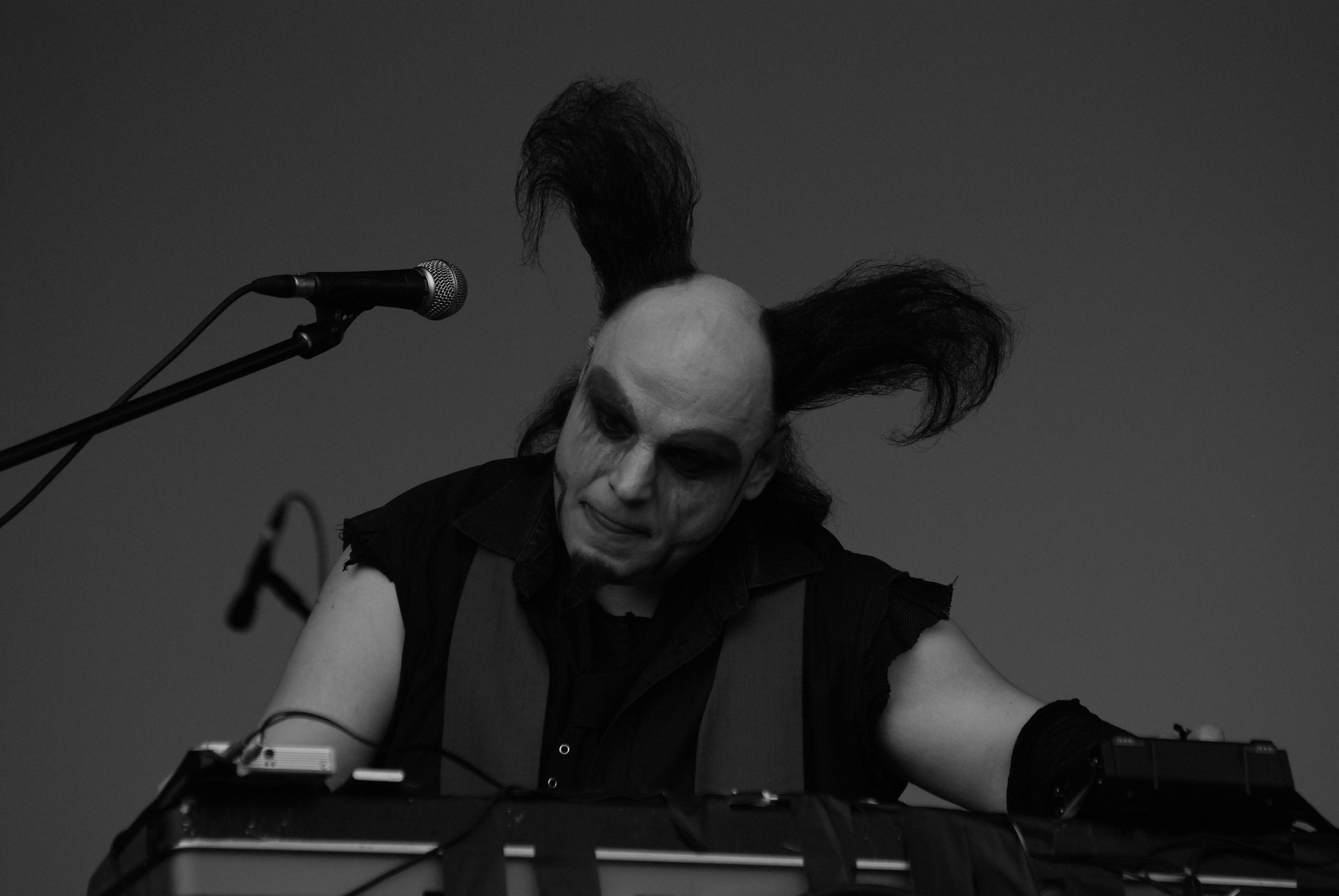
Bruno Kramm, Verfasser der gemeinsamen Erklärung zum 2. Dark-X-Mas-Festival

Nachdem in den frühen 1990er Jahren die rechtsextreme Gewalt in Deutschland zunehmend eskaliert war, verfasste Bruno Kramm vom NDT-Projekt Das Ich im Vorfeld des ersten Dark-X-Mas-Festivals eine Stellungnahme, die als gemeinsame Erklärung aller teilnehmenden Bands veröffentlicht werden sollte. Kramms Erklärung richtete sich anlässlich der Ausschreitungen in Hoyerswerda gezielt gegen „Attentate auf Asylantenheime und Gedenkstätten, Überfälle auf Ausländer, nazistische Aufmärsche und das […] unverhohlene, aggressive antisemitische Provozieren“ und sprach sich für eine deutliche Positionierung gegenüber dem aufstrebenden Rechtsextremismus aus, so sollte der „Neonazismus […] als Neonazismus bekämpft werden und nicht als Folge von Irgendwas.“ Das Ich, Deine Lakaien, Project Pitchfork, Goethes Erben, Love Like Blood, YelworC, Plastic Noise Experience, Trauma, der Veranstalter des Dark-X-Mas-Festivals Sven Affeld (Gift) und Gymnastic Records unterzeichneten. Lediglich Death in June verweigerte die Unterzeichnung und Teilnahme am Festival mit der Begründung, keine vorgefertigte politische Stellungnahme unterstützen zu wollen, sich allen politischen Dogmen sowie jeder Propaganda zu verweigern und es nicht nötig zu haben, sich erklären zu lassen, dass hirnlose gewalttätige Angriffe mit rassistischer, sexistischer oder politischer Begründung erbärmliche Verbrechen seien.
Bruno Kramm entgegnete, dass ein Aufruf zu Menschlichkeit keinerlei politischen Dogmen oder Propaganda entsprechen würde.
Dabei idealisierten Death in June in affirmativen Bezügen bereits zuvor „den Kampf, den Krieg und ein damit verbundenes Bild von Männlichkeit. Diese Ideale beziehen sich auf die Konservative Revolution und den Italienischen Faschismus.“ Insbesondere intertextuelle und gestalterische Bezüge zu Vordenkern, Künstlern und Ideologen des Faschismus und des völkischen Nationalismus wie Leni Riefenstahl, Ernst Röhm, Julius Evola, Karl Maria Wiligut, Alfred Rosenberg, Oswald Spengler oder Ernst Jünger wiesen bereits zuvor eine Offenheit von Death in June für rechtsextreme Inhalte auf.
Laut Aussage von Ernst Horn (Deine Lakaien) weigerte sich Pearce 1994 beim Festival Of Darkness erneut eine gemeinsame Erklärung der auftretenden Interpreten gegen Rassismus und Neonazismus zu unterschreiben.
Die Kontroverse um das 1992er Dark-X-Mas-Festival gelten seither als erster interner Szeneskandal und begründeten mit die Auseinandersetzungen um neurechte Tendenzen in der Szene, die zumeist auch Pearce und Death in June zum Thema hatten.

#### Musikalische Auseinandersetzung
Das Thema begleitete die Szene weiterhin und viele Bands äußerten sich über ihre Musik. So bezogen Die Krupps 1993 mit dem Song Fatherland ebenso Stellung gegen Fremdenfeindlichkeit und Rassismus wie And One mit dem Lied Deutschmaschine 1994. Weitere Szeneinterpreten, die sich über die Jahre ebenfalls in ihrer Musik gegen eine rassistische, rechtsextremistische, antisemitische oder faschistische Ideologie stellten, waren z. B. London After Midnight (Revenge), Das Ich (Des Satans neue Kleider und Reflex), ASP (Sag Nein!), Janus (Exodus/Die Ballade von Jean Weiss), Shnarph! (Der Eiertanz), Goethes Erben (Die Brut) oder Velvet Acid Christ (Futile – Nazi-Bastard-Mix).

#### Wave-Gotik-Treffen

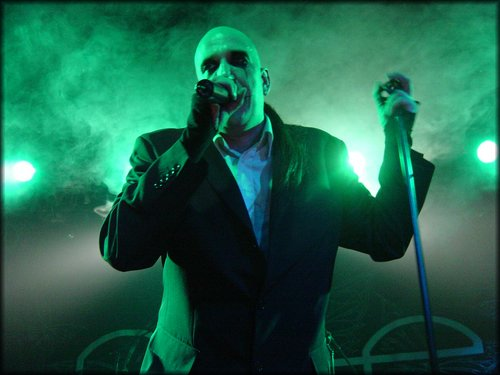
ASP-Sänger Alexander Spreng sprach sich wiederholt gegen Homophobie, Rassismus und Antisemitismus aus

Nachdem die Einflussnahme rechtsextremer Akteure in der Schwarzen Szene in den 1990er Jahren wiederholt thematisiert worden war, fand ein breiter Diskurs statt. Schobert prognostizierte 1997, dass sich „der Konflikt um das Eindringen rechtsextremer Tendenzen in die Dark-Wave-Szene aus den vielfältig miteinander verwobenen Musikszenen heraus weiter [entwickelt]. Anzeichen einer solchen positiven Entwicklung [gäbe] es viele, auch wenn die Debatte nur zäh [vorankäme]. Gerade einige MusikerInnen [nähmen] ihre Verantwortung für die jugendlichen Fans sehr ernst.“
Die mögliche Einflussnahme wurde unter anderem auf einer Podiumsdiskussion beim Wave-Gotik-Treffen 1998 thematisiert.
Im Folgejahr planten die Veranstalter, dem Thema mit „Die braune Flut“ einen eigenen Programmpunkt zu widmen. Die Podiumsdiskussion musste abgesagt werden, weil die Kritiker rechter Tendenzen es ablehnten, mit dem neurechten Musiker Josef Maria Klumb auf einem Diskussionspodium zu sitzen. Campino sagte aus terminlichen Gründen ab; der an seiner Stelle eingeladene Vertreter der „Gruftis gegen Rechts“ wollte sich nicht daran beteiligen, Klumb ein politisches Forum zu bieten. Der stattdessen eingeladene Alfred Schobert sagte ebenfalls ab, da er sich „einem ‚Diskutanten‘, der seine Kritiker in der Vergangenheit wiederholt tätlich angegriffen oder auf sie eingeprügelt habe, nicht aussetzen“ wolle.
Die aktive Auseinandersetzung mit dem Problem rechtsradikaler Inhalte blieb dennoch Teil der Szeneakteure. So bezogen Mila Mar 2002 und ASP 2009 Stellung gegenüber Programmpunkten des WGT des jeweiligen Jahres.

## Rezeption

### Mediale Rezeption und Zuschreibungen
Schon seit den 1980er Jahren waren Presseberichte über die Szene, die sich gern gängiger Klischees wie Satanismus, Grabschändung, Nationalsozialismus und Sadomasochismus bedienten, üblich. Diese Berichte gehörten laut Schobert jedoch eher in die Riege reißerischer Sex-and-Crime-Fiktion. Um die Jahrtausendwende erreichte das mediale Interesse an der Szene einige ungewollte Höhepunkte.
Am 20. April 1999 verübten zwei Schüler der Columbine High School in der Nähe von Littleton, Colorado einen Amoklauf. Die Täter interessierten sich unter anderem für Musik der Schwarzen Szene – ein Umstand, der die Szene und besonders Rammstein, KMFDM und Marilyn Manson im Rahmen der Aufarbeitung der Ereignisse als Nährboden einer misanthropischen Haltung erscheinen ließ, die auch vor Mord nicht zurückschrecke. In diesem Zusammenhang wurden Rammstein, KMFDM und besonders Marilyn Manson als Inspiration für die Tat angeklagt. Marilyn Manson sagten mehrere Konzerte ab und thematisierten die Umstände des Massakers, ein Jahr nach der Tat, in ihrem Album Holy Wood – In The Shadow of the Valley of Death. Die Band setzte sich hier besonders mit der amerikanischen Waffenlobby auseinander. Der Sänger Brian Hugh Warner kam auch in der von Michael Moore gedrehten Dokumentation Bowling for Columbine zu Wort. Auch weitere der Schwarzen Szene zugerechnete Bands gingen auf die Ereignisse ein. Die Symphonic-Metal-Band Nightwish behandelte in ihrem Lied The Kinslayer die beiden Amokläufer und deren emotionale Verfassung. Auch das Aggrotech-Projekt SITD thematisierte die Geschehnisse im Lied Laughingstock, ebenso die Band Untoten mit dem Stück Church of Littleton.
Im Jahr 2000 töteten sich vier Jugendliche in Klietz, laut Pressebericht versuchten es noch vier weitere. Als Inspiration wurde hier unter anderem die Band Wolfsheim herangezogen; hinzukommend wurde das Wave-Gotik-Treffen zum konspirativ okkultistisch satanischen Treffen verklärt.

„Okkultismus, Kontakte in die Gothic-Szene und das Chatten in den dunklen Foren des Internet fördern die Todessehnsucht.“

Der Mordfall von Witten sorgte im Juli 2001 für erneutes Interesse an der Szene. Im Zuge des Mordfalls von Witten, durch die Bildzeitung „der Satansmord von Witten“ genannt, erhielten Soko Friedhof und Wumpscut besondere mediale Aufmerksamkeit. Diese Projekte arbeiteten die Berichterstattung unterschiedlich auf, insbesondere benutzten beide Projekte unterschiedliche Samples der Polizeipressekonferenz für neue Lieder oder Remixe.

### Wissenschaftliche Rezeption
Eine umfangreiche inhaltlich populärwissenschaftliche und wissenschaftliche Auseinandersetzung mit der Szene begann im Jahr 2000. Zuvor beschäftigten sich nur vereinzelt wissenschaftliche Publikationen sporadisch mit der Szene. Das 2000 von Peter Matzke und Tobias Seeliger herausgegebene Gothic! dient vornehmlich der Selbstdarstellung der deutschen Szene in Artikeln unterschiedlicher Szenegestalter. Im gleichen Jahr erschien das auf die damalige Szenenmode konzentrierte Grufties – Jugendkultur in Schwarz von Schmidt und Janalik.
Die Gothics, aus dem Jahr 2001, von Klaus Farin und Kirsten Wallraff strebt eine ähnliche Selbstdarstellung der Szene wie Matzke und Seeliger an, dokumentierte jedoch diverse Interviews und enthält erste Ansätze einer sozial- und kulturwissenschaftlichen Betrachtung der Szene. Andreas Speit gab 2002 das erste kritisch betrachtende deutschsprachige Buch Ästhetische Mobilmachung zur Szene heraus, konzentriert sich dabei jedoch auf die Affirmation neurechter Ideologiebestände im Zusammenhang mit den Musikstilen Neofolk und Neue Deutsche Härte. Damit knüpfte Speit an ähnliche Auseinandersetzungen an, die in der zweiten Hälfte der 1990er durch Alfred Schobert in der Spex und Martin Büsser in der Buchreihe Testcard begonnen hatten.
Im Jahr 2004 erschienen die ersten primär kultur- und sozialwissenschaftlichen Auseinandersetzungen mit der Szene. Roman Rutkowski veröffentlichte seine mit einer Studie versehene Magisterarbeit zum Thema „Stereotyp und Vorurteile in Bezug auf jugendliche Subkulturen am Beispiel der Schwarzen Szene“ unter dem Titel Das Charisma des Grabes. Der Sozialwissenschaftler Axel Schmidt und der Medienwissenschaftler Klaus Neumann-Braun untersuchten hingegen in praktischen Studien, in dem Buch Die Welt der Gothics, die Szeneethnografie und Vergemeinschaftungspraktiken der Szene. Die Kulturwissenschaftlerin Andrea Schliz untersucht in dem 2010 erschienenen Buch Flyer der Schwarzen Szene Deutschlands gezielt die Visualisierung und Inszenierung von Flyern als Kommunikationsinstrument der Szene. Der Sozialwissenschaftler Alexander Nym gab im gleichen Jahr sein Sammelwerk Schillerndes Dunkel heraus, das sowohl einer Selbstdarstellung der Szene dient als auch eine sozialwissenschaftliche Betrachtung der Szene-Ethnografie bietet und Beiträge von Wissenschaftlern und Szenegestaltern enthält. Die Musikwissenschaftlerin Bianca Stücker veröffentlichte 2013 ihre Promotion Gothic Electro über die Funktionalisierung von Technik innerhalb des subkulturellen Kontexts der Schwarzen Szene.

## Bekannte Veranstaltungen
Einige Festivals wie Blackfield, Castle Rock und Dark Dance konzentrieren sich ausschließlich auf Interpreten der Schwarzen Szene. Jedoch treten die Bands und Künstler der Schwarzen Szene ebenso auf Veranstaltungen wie dem Bochum Total oder dem Wacken Open Air auf, die nicht der Schwarzen Szene zuzuordnen sind. Derweil hegt keines der Festivals den Anspruch, allen vertretenen Stilen der Schwarzen Szene gerecht zu werden.
| - Amphi Festival - Blackfield Festival - Bochum Total (bis 2006) - Castle Party - Castle Rock - Christmas Ball Festivals - Dark-Dance-Treffen | - Dark Storm Festival - E-tropolis Festival - Feuertal Festival - Feuertanz Festival - Festival Mediaval - Gothic Festival – Waregem - M’era Luna Festival - Nocturnal Culture Night | - Secret Garden Festival - Summer Darkness Festival - Wave-Gotik-Treffen - Whitby Gothic Weekend - Woodstage Summer Open Air (zuletzt 2007) - Zillo Festival (zuletzt 2004) - Zita Rock Festival (zuletzt 2012) |

## Print-Medien

### In der Vergangenheit
| - Aeterna - Astan - Dark Spy - Epitaph peripherer Tonkünste - Gift - Glasnost Wave-Magazin | - Glasnost Wave-Magazin - The Gothic Grimoire - Gothic Press - Graeffnis - Hysterika - Propaganda (US) | - Sub Line - Tanelorn - Transmission Magazin - Zillo |

Das Glasnost Wave-Magazin war eine Musik- und Kulturzeitschrift der frühen Schwarzen Szene. Es existierte von 1987 bis 1996 und zählte somit zu den ältesten seiner Art – noch vor Herausgabe von Zeitschriften wie Zillo, Sub Line und Gothic Press. Abgedeckt wurden Sparten wie Gothic Rock, Industrial, Neofolk, Dark Ambient, Ethereal, EBM und Cold Wave. Anfangs in Freiburg beheimatet, verlegte die Redaktionsleitung in den 1990ern ihren Sitz nach Hamburg. An das Magazin gebunden war die gleichnamige Plattenfirma Glasnost Records.

### In der Gegenwart
| - Black Magazin - Crawling Tunes Magazine | - Gothic - Orkus | - Sonic Seducer - Negatief |

Zu den namhaften Zeitschriften der Schwarzen Szene im deutschen Sprachraum zählen gegenwärtig Orkus, Sonic Seducer und Gothic. Neben diesen, teils kommerziell orientierten Printmedien, existiert(e) noch eine Vielzahl weiterer Zeitschriften, wie Black, Transmission oder Graeffnis, die inhaltlich praktisch unabhängig vom Mainstream agier(t)en.